# Espoo
Espoo (suédois : Esbo) est la deuxième ville de Finlande. Bordant Helsinki à l'ouest, son centre est distant de seulement 15 kilomètres du centre-ville de la capitale.
Espoo fait partie, avec Helsinki, Vantaa et Kauniainen, du Grand Helsinki qui regroupe un million d'habitants.

## Histoire

### Les premiers habitants
Les premières traces d'habitations remontent à environ 9 000 ans. Des grains de pollen indiquent la présence d'agriculteurs 1 000 ans avant l'ère chrétienne. Jusqu'au XIIIe siècle, la zone de peuplement épars était une frontière entre les Finnois et les Tavastes.

### La période suédoise
Au XIIe siècle, des immigrants venus de Suède établissent les premières installations agricoles permanentes et assimilent la population finnoise locale peu dense. Espoo est une partie de la congrégation de Kirkkonummi jusqu'à 1486-1487. Les documents les plus anciens faisant référence à Kirkkonummi datent des années 1380 et le premier document faisant référence à Espoo date de la fin de 1431. La construction de la cathédrale d'Espoo marque l'indépendance d'Espoo. Administrativement Espoo faisait partie de l'Uusimaa, quand cette province sera partagée en province orientale gouvernée par le châtelain de Porvoo et la province occidentale gouvernée par le châtelain de Raseborg.
Espoo était sur la frontière orientale de la Province de Raseborg.
Au XIIIe siècle, la route royale, passait par Espoo dans son tronçon Stockholm-Turku-Porvoo-Viipuri.
En 1557, le roi Gustave Vasa décide de stabiliser et de développer la région en fondant un manoir royal à Espoo. Le gouvernement achète les villages de Espåby et de Mankby puis après avoir expulsé la population construit le manoir royal d'Espåby. Le manoir royal abrite le représentant plénipotentiaire (vogt) qui collecte la taxe en nature payé par le métayer sur la ferme royale.

### La période finlandaise
En 1920, Espoo est encore une municipalité rurale d'environ 9 000 habitants, dont 70 % de suédophones. L'agriculture est la source principale de revenu avec 75 % de la population vivant du fermage. Kauniainen est encore séparé d'Espoo et obtient ses droits de cité en 1972 en même temps qu'Espoo.
Espoo commence à se développer rapidement dans les années 1940 et 1950. Espoo devient une ville industrielle, sa proximité d'Helsinki la rend populaire parmi les personnes travaillant dans la capitale.
Entre 1950 et 2000, la population d'Espoo passe de 22 000 à 210 000 habitants. Depuis 1945, la majorité des habitants d'Espoo parle finnois, les suédophones sont environ 9 %.
Le centre administratif Espoon keskus s'est développé autour de la cathédrale et de la gare ferroviaire d'Espoo. Toutefois la municipalité a retenu une structure en réseau qui comprend plusieurs centres d'habitation : Espoon keskus, Espoonlahti, Kalajärvi, Kauklahti, Leppävaara, Matinkylä, Olari et Tapiola.

### Étymologie
Le nom Espoo vient probablement du nom de la rivière Espoo en suédois : Espå (ou Espåå), qui dériverait du vieux suédois äspe signifiant une bordure de trembles et du mot suédois å signifiant rivière. Ainsi Espå serait une rivière bordée de trembles et le nom apparaît en 1431.

## Économie
De nombreuses entreprises finlandaises ont leur siège social à Espoo.
Ainsi les sociétés suivantes Nokia, Fortum, Neste, Huhtamäki, Metsä Board, Orion, Oriola, Outotec et LähiTapiola ont, entre-autres, leur siège à Espoo,,,,,,,.
On trouve à Espoo plusieurs des plus hauts bâtiments de Finlande qui hébergent ces sièges sociaux d'entreprises.
Le siège social de Nokia est actuellement situé à Espoo. Le jeu-vidéo est également représenté grâce à la présence du studio de développement Remedy Entertainment.
| Employeur              | Emplois |
| ---------------------- | ------- |
| Nokia Networks         | 5 649   |
| Lidl siège             | 5 377   |
| Valmet Technologies Oy | 4 036   |
| TietoEVRY Oy           | 3 320   |
| Neste Oyj              | 2 355   |
| Orion Oyj              | 2 261   |
| Ramboll siège          | 2 059   |
| VTT                    | 2 054   |
| Metsä Group            | 2 014   |
| Scandic tukikonttori   | 1 375   |

| Société                              | C.A.           |
| ------------------------------------ | -------------- |
| Neste Oyj                            | 10 milliards € |
| Nokia Solutions and Networks Oy      | 8 milliards €  |
| Neste Markkinointi Oy                | 3 milliards €  |
| Metsä Fibre Oy                       | 2 milliards €  |
| Metsä Group / Metsäliitto Osuuskunta | 2 milliards €  |
| HMD Global Oy                        | 2 milliards €  |
| TNS Mobile Oy                        | 2 milliards €  |
| Lidl siège                           | 2 milliards €  |
| Valmet Technologies Oy               | 1 milliard €   |
| Metsä Board siège                    | 1 milliard €   |

Sièges de sociétés à Espoo.
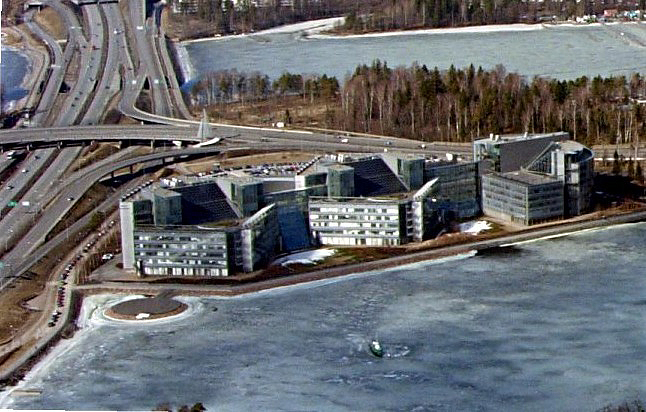
Siège social de Nokia à Keilaniemi.
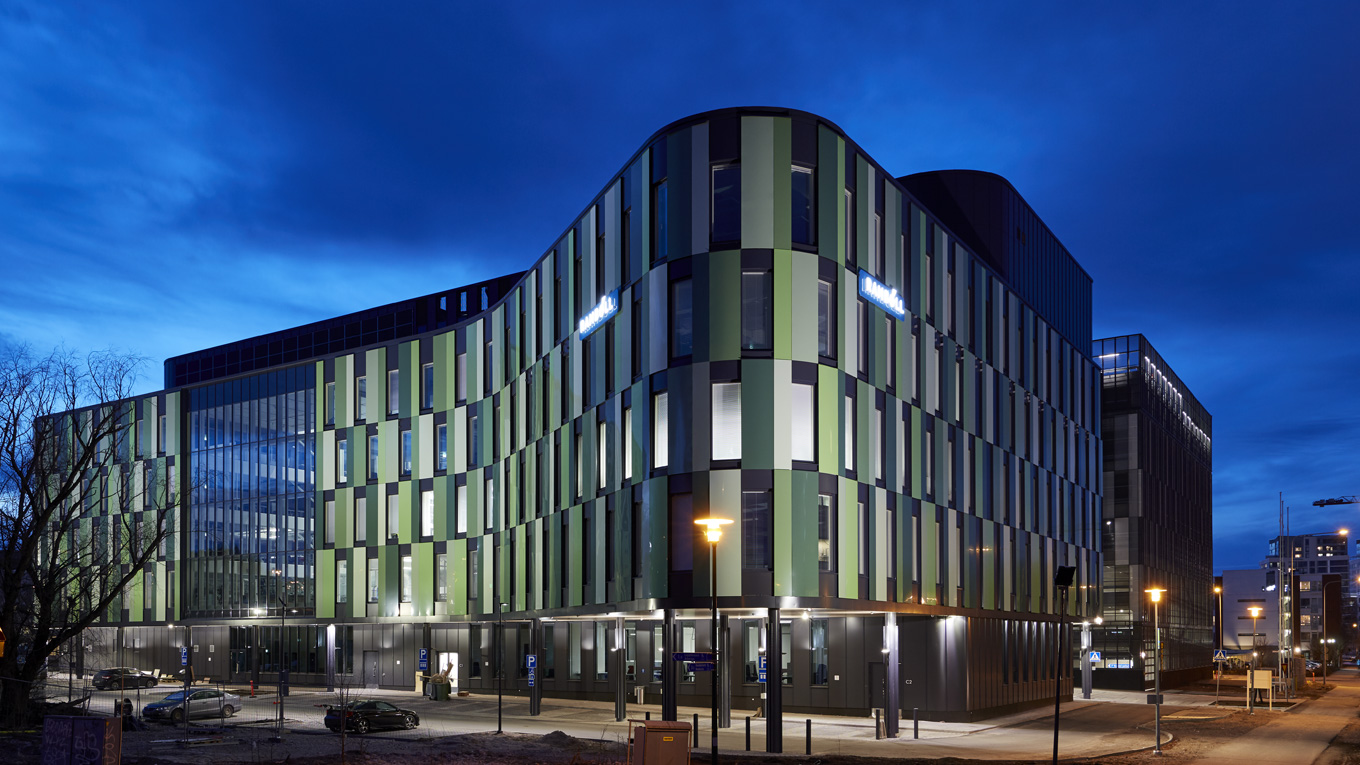
Siège de Ramboll.
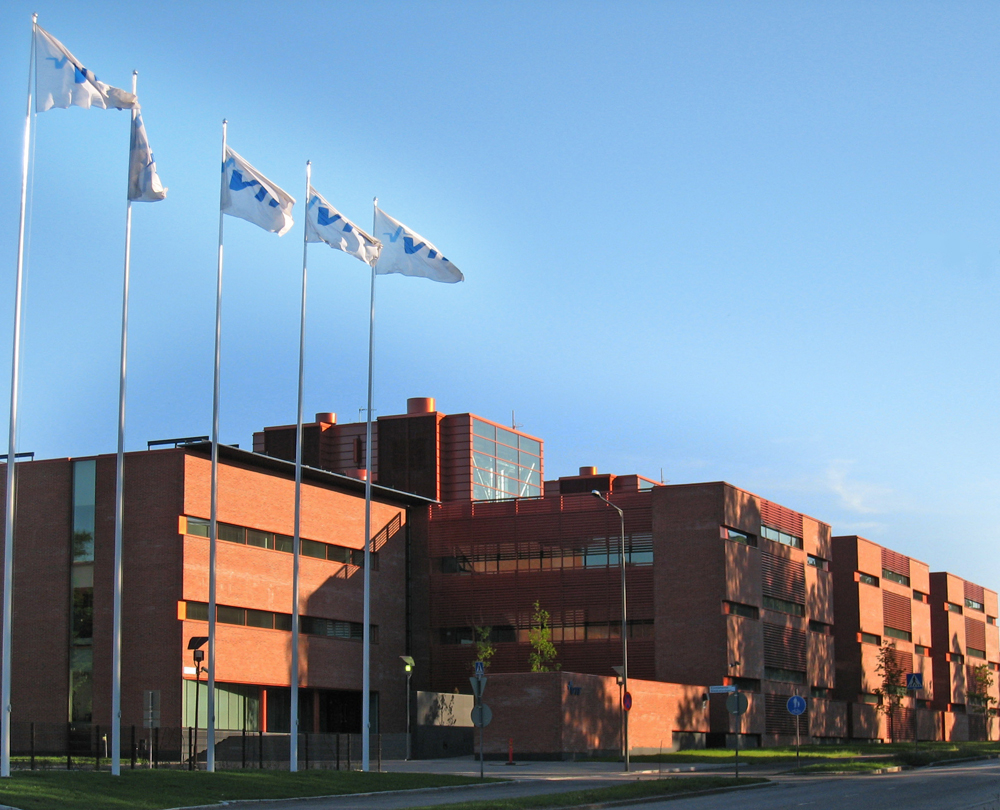
Siège de VTT.
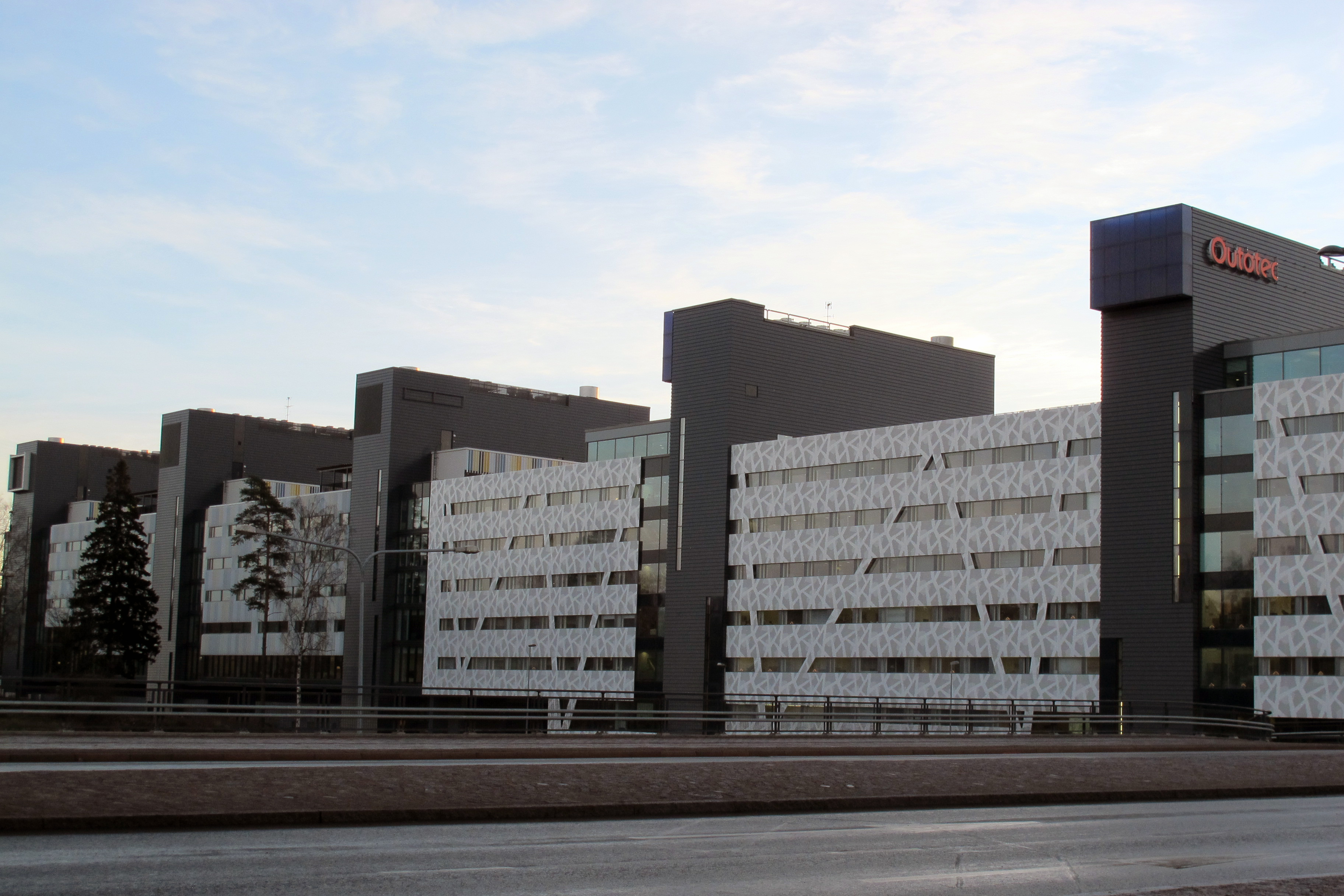
Siège de Outotec.

## Géographie

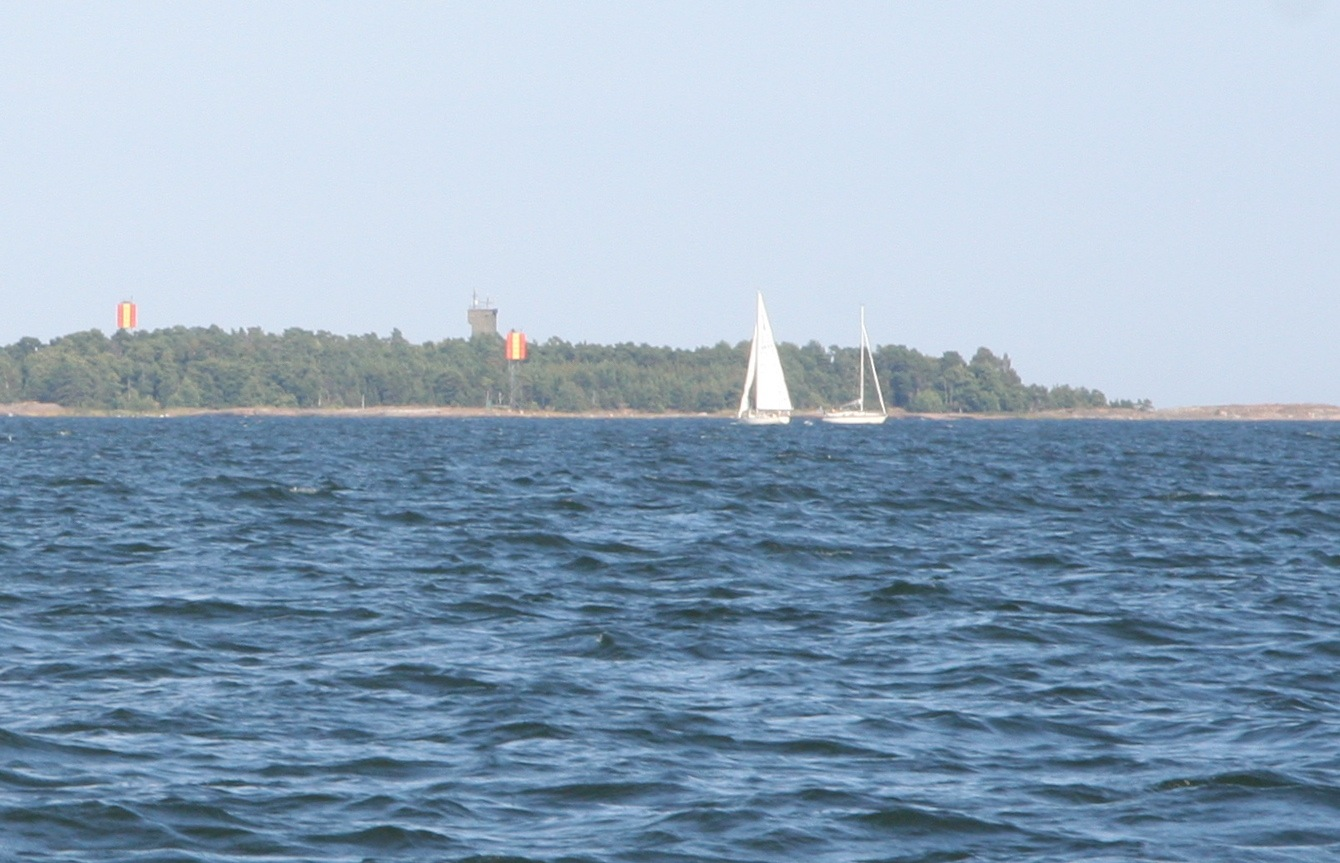
Ancienne ile fortifiée de Kytö.

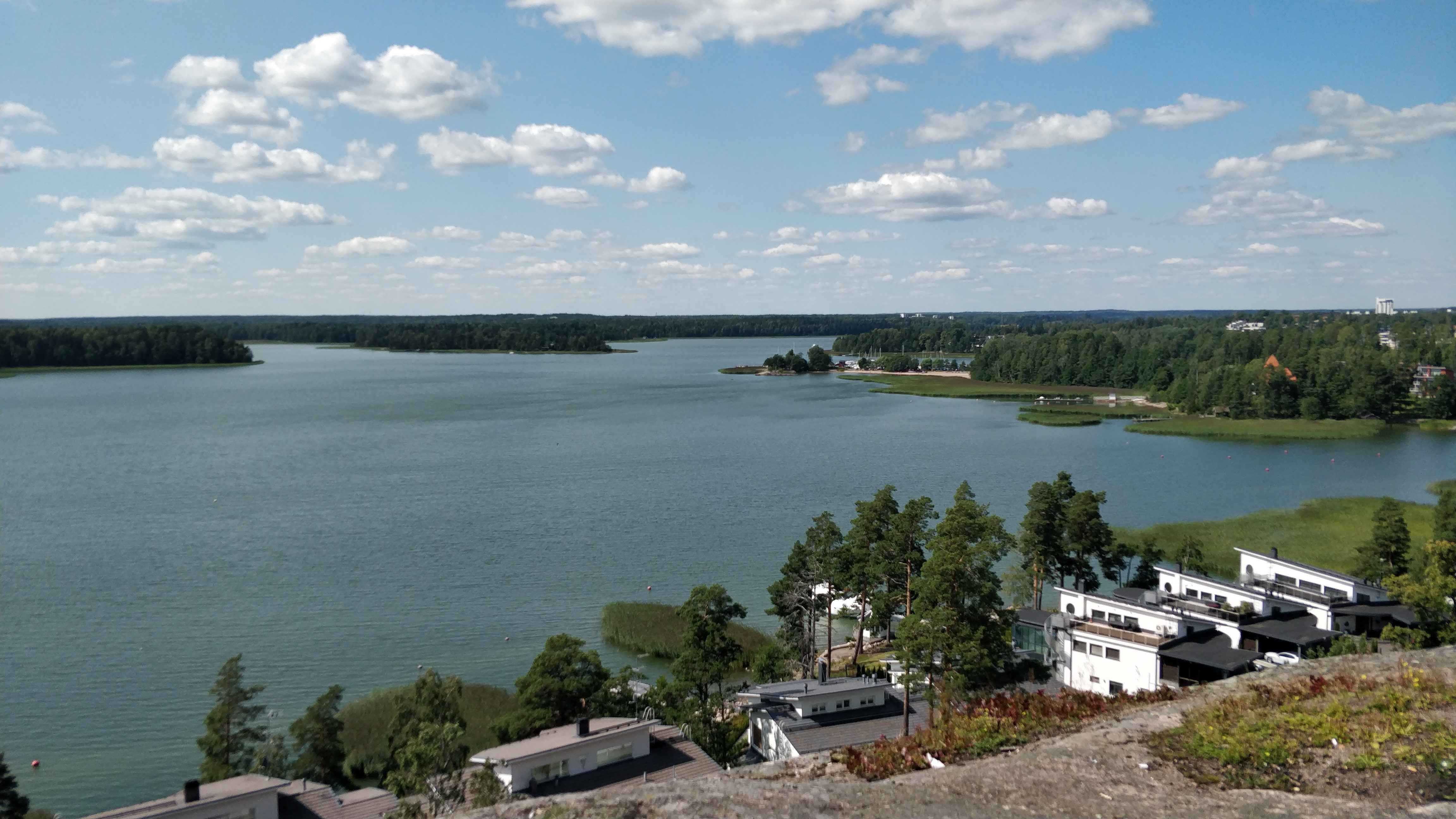
Paysage de Soukan Kasavuori.

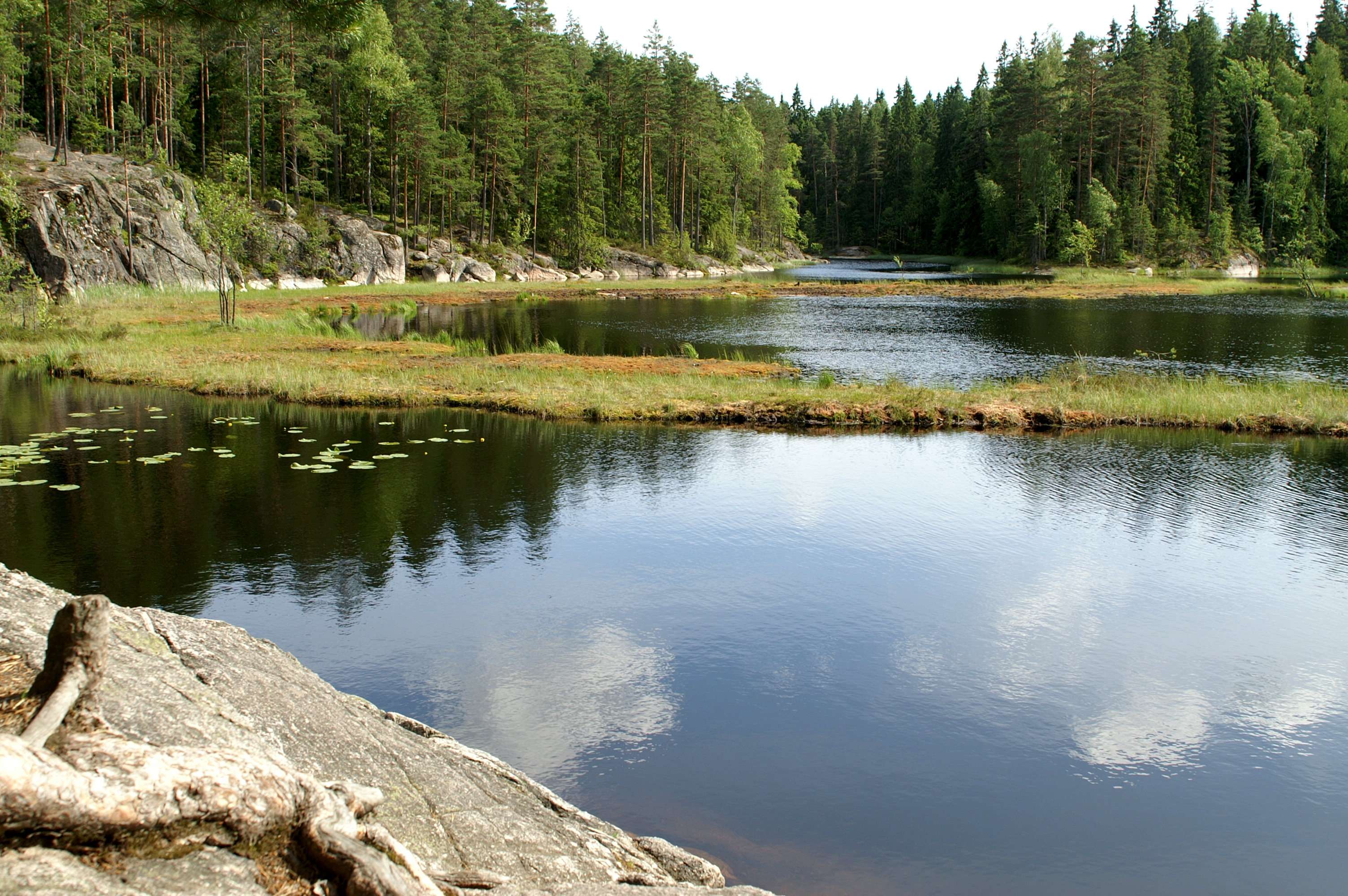
Parc national de Nuuksio.

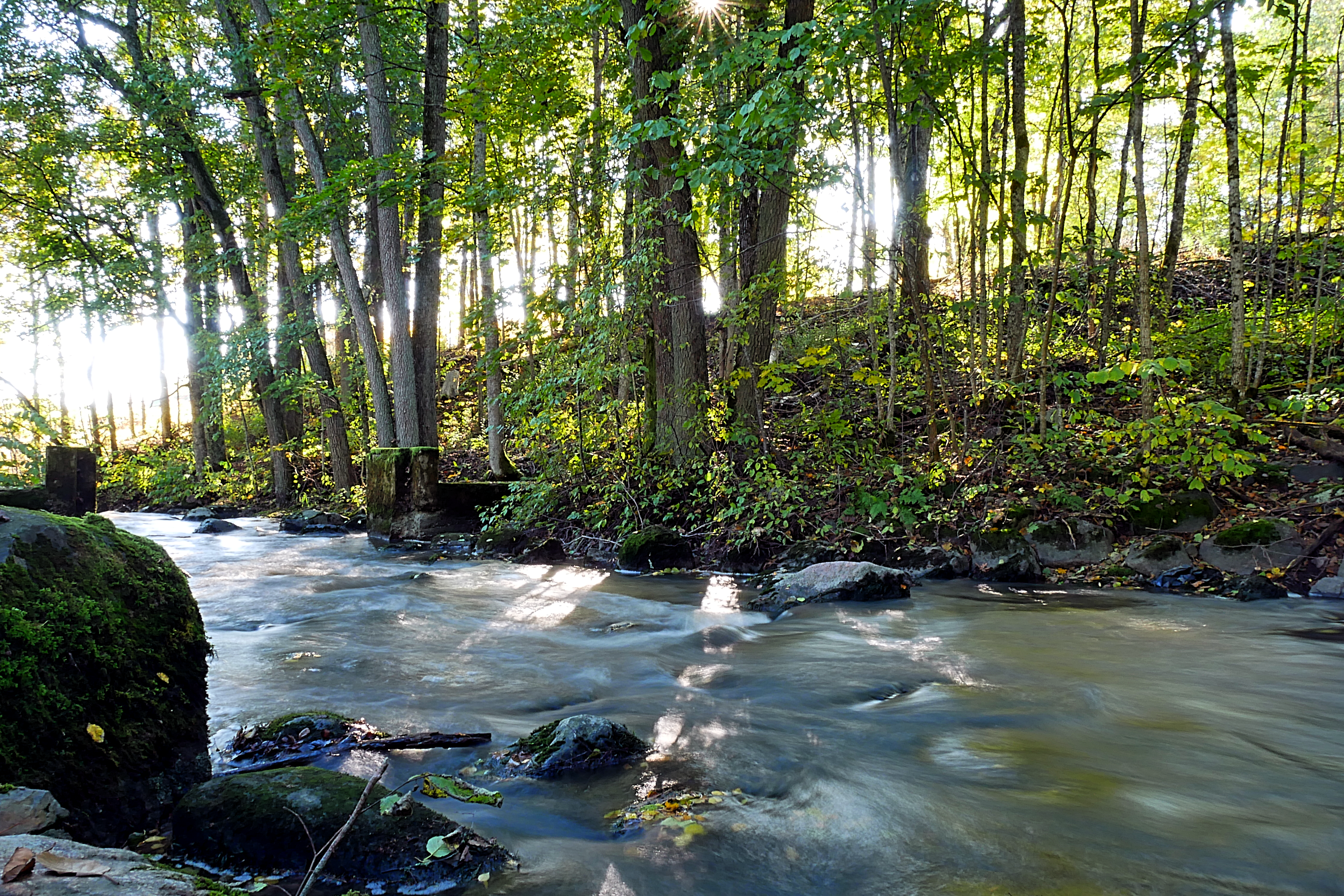
Rivière Mankinjoki.

La superficie totale d'Espoo est de 528 kilomètres carrés, dont 312 kilomètres carrés sont des terres et 216 kilomètres carrés sont des plans d'eau.
Environ 59 % de la superficie totale d'Espoo est terrestre, 37 % maritime et les eaux intérieures représentent plus de 3 % de sa superficie.
Le paysage varie de l'archipel et la zone côtière du sud d'Espoo jusqu'à ses lacs à un terrain riche et accidenté au nord des zones fluviales luxuriantes et des champs.
Par endroits, la région lacustre du nord d'Espoo ressemble à la région des lacs de Finlande.
La majeure partie des étendues lacustres de Nuuksio est située à Espoo et, à certains endroits, elle continue du côté de Vihti.
Les plus grands lacs d'Uusimaa, Lohjanjärvi et Hiidenvesi, sont situés sur le côté ouest.
La ville est bordée par les municipalités d'Helsinki et Vantaa à l'est, Nurmijärvi au nord, Vihti au nord-ouest et Kirkkonummi à l'ouest.

### Socle rocheux
Les types de roches et les structures de la topographie accidentée et rocheuse d'Espoo sont nés il y a 1880 à 1 650 millions d'années.
L'environnement actuel a été particulièrement affecté par la dernière période glaciaire, le glacier continental s'est retiré de la région d'Espoo actuelle il y a environ 13 000 ans.
Les hautes collines du nord d'Espoo, telles que Mustakorvenkallio, ont été les premières à émerger.
Les rochers de la côte et de l'archipel sont abondants, les sillons sur leurs surfaces qui suivent la direction du retrait de la glace continentale.
À leur tour, les icebergs qui se sont détachés du glacier continental ont emporté avec eux des blocs erratiques, dont le bloc erratique de Kunnarla, le bloc erratique de Souka et le bloc erratique de Suomenoja.
Les principaux types de roches du socle rocheux d'Espoo sont le gneiss, la Migmatite, le granite, la gabbro, l'amphibolite et la micaschiste.
À Nuuksio, se trouve un gisement d'orbicule rare.
À plusieurs endroits, une épaisse couche d'argile a été déposée au-dessus du substratum rocheux et des champs ont été autrefois défrichés dans les dépressions argileuses.
L'épaisseur des lits d'argile s'est principalement formée à l'époque du lac proglaciaire Baltique et de la mer de Yoldia.
L'impact du socle rocheux sur le paysage naturel traditionnel d'Espoo est remarquable : de hautes parois rocheuses s'élèvent à pic depuis les champs légèrement vallonnés.
Les lacs allongés du nord d'Espoo sont situés dans les vallées rocheuses.
La formation du socle rocheux a déterminé les formes de la côte, comme les baies Espoonlahti et Laajalahti.
En raison du rebond post-glaciaire des marécages et tourbières se sont formés au-dessus de la couche d'argile.

### Zone maritime
La zone maritime d'Espoo est une bande relativement étroite située entre les zones maritimes de Kirkkonummi et d'Helsinki.
L'archipel extérieur d'Espoo, c'est-à-dire la partie sud de la zone maritime d'Espoo a une profondeur de quelques dizaines de mètres au plus.
La route maritime entre Helsinki et Stockholm traverse les parties les plus éloignées de la zone maritime et il y a ici et là de petits îlots rocheux sans arbres baignés par la mer.
Les arbres poussent sur les plus grandes îles de l'archipel extérieur.
Ces iles comprennent, entre autres, l'ancienne île fortifiée de Kytö.
Les plus petites îles sont des îlots rocheux peu élevés tels que Stenskär.
Ce sont d'importants sites de nidification pour les oiseaux et de nombreux ilots sont protégés.
Plus près de la côte d'Espoo se trouvent, entre autres les iles Stora Herrö, Pentala, Kopplorna et Lehtisaaret.
Les îles abritent de nombreux chalets de vacances et sont parfois appelées l'archipel du milieu.
Les îles de l'archipel intérieur d'Espoo sont plus grandes et plus luxuriantes, elles abritent des marinas, des bâtiments et les îles les plus proches du continent ont des habitants permanents.
Il existe une liaison terrestre avec les îles habitées du Suvisaaristo qui constitue une quartier assez rural d'Espoo.
La zone maritime d'Espoo pénètre les terres à plusieurs endroits sous forme de baies, dont les plus grandes sont Espoonlahti (fi) à l'ouest et Laajalahti à l'est.
Les baies Nuottalahti, Haukilahti et Otsolahti (fi) sont situés dans la zone côtière entre Espoonlahti (fi) et Laajalahti.
Les baies sont peu profondes et il y a beaucoup d'îles, surtout dans la baie Espoonlahti.
Les îles de Laajalahti sont principalement situées dans la zone administrative d'Helsinki.
La plus grande des péninsules d'Espoo est Soukka, qui se divise en un archipel au sud.
Les ports maritimes les plus proches sont situés à Helsinki et il y a plusieurs petites marinas sur les rivages d'Espoo, la plus grande étant Suomenojan venesatama.
Le trafic maritime au large d'Espoo se compose principalement de bateaux à moteur de différentes tailles, de jet-skis et de traversiers assurant le transport de l'archipel.
En termes de géographie naturelle, les eaux côtières d'Espoo sont divisées en quatre zones maritimes, qui sont Espoonlahti, Suvisaaristo-Lauttasaari et Seurasaari à l'ouest.
La quatrième zone maritime est Helsinki-Porkkala, au sud des précédentes.
- La superficie de la zone maritime d'Espoonlahti est de 19,2 kilomètres carrés. Dans sa partie nord se trouve la réserve naturelle d'Espoonlahti. La partie ouest de la zone maritime se trouve à Kirkkonummi.
- La superficie de la zone maritime de Suvisaaristo-Lauttasaari est de 48,5 kilomètres carrés. Elle s'étend des plages de Stora Herrö et de Pentala jusqu'au port Ouest d'Helsinki.
- La superficie de la zone maritime de Seurasaari est de 13,1 kilomètres carrés. Dans sa partie nord-ouest se trouve la réserve naturelle de Laajalahti. La zone maritime se situe principalement dans la région d'Helsinki.
- La superficie de la zone maritime Helsinki-Porkkala est de 400,5 kilomètres carrés. Elle s'étend depuis la rive est de Porkkalanniemi, Suomenlinna et Santahamina. Kytö, Stenskär, Knapperskär et Gåsgrund sont situés dans la zone maritime[23].

### Littoral
Le littoral d'Espoo est long d'environ 58 kilomètres et fait face à 165 îles.
Le littoral présente de multiples facettes avec des  baies, des roselières, des plages de sable, des  falaises et des  marinas.
À proximité de Westend, il y a des terrains privés bordant la mer, ailleurs à Espoo, les plages sont principalement à usage public.
La piste côtière Rantaraitti, construite sur les plages d'Espoo, parcourt presque tout le littoral.
Kivenlahti comporte une alternance de falaises, de littoral modifié par l'homme et de plages de sable.
Le terrain se soulève à Espoo d'environ un quart de mètre par siècle, et les rives humides soulevées deviennent progressivement marécageuses.

### Zone continentale
Espoo abrite six zones protégées Natura 2000 : les forêts de Bånberget, la zone de la baie d'Espoonlahti–Saunalahti (en partie à Kirkkonummi), la baie de Laajalahti, le lac Matalajärvi, le parc national de Nuuksio (en partie à Kirkkonummi et Vihti), ainsi que les Forêts et marais de Vestra (en partie à Vantaa).
La zone centrale du sud d'Espoo est le parc central d'Espoo, qui se compose principalement de deux massifs forestiers : Harmaakallio et Bosmalm.
La destination la plus populaire d'Espoo est le parc national de Nuuksio situé dans la zone lacustre d'Espoo et qui s'étend aussi à Kirkkonummi et Vihti.
En plus de la zone forestière et des bassins d'eau douce, Nuuksio abrite des petits marais et des prairies.
Mustakorvenkallio, le point culminant d'Espoo, est situé à Velskola sur la rive sud-ouest du lac Saarijärvi, à 114 mètres d'altitude et à plus de 40 mètres au-dessus du niveau d'eau du lac Saarijärvi.
Il existe aussi des endroits relativement élevés juste à côté de la côte, comme le Soukan Kasavuori, qui culmine à 44 mètres d'altitude.

### Eaux intérieures

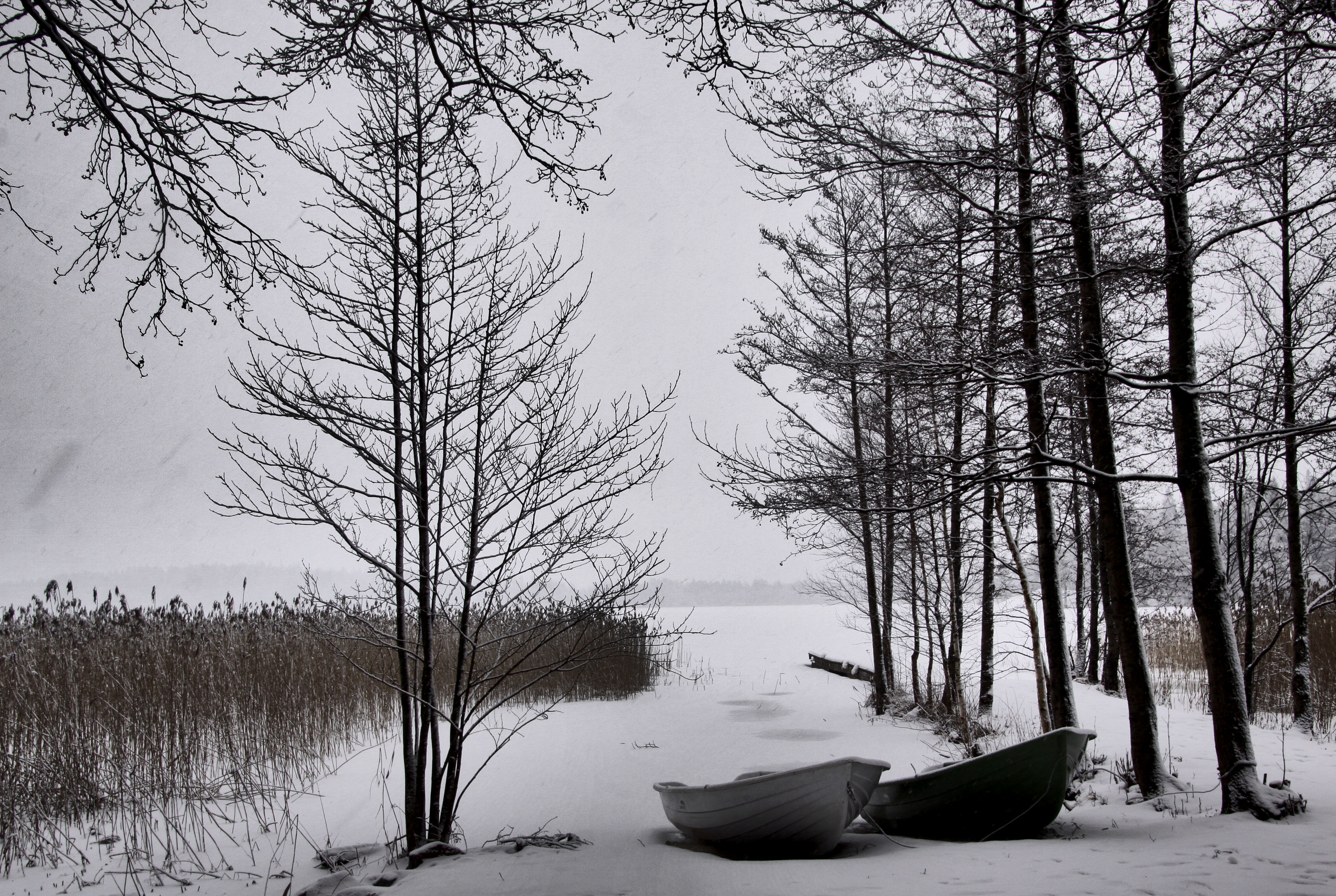
Le lac Bodominjärvi.

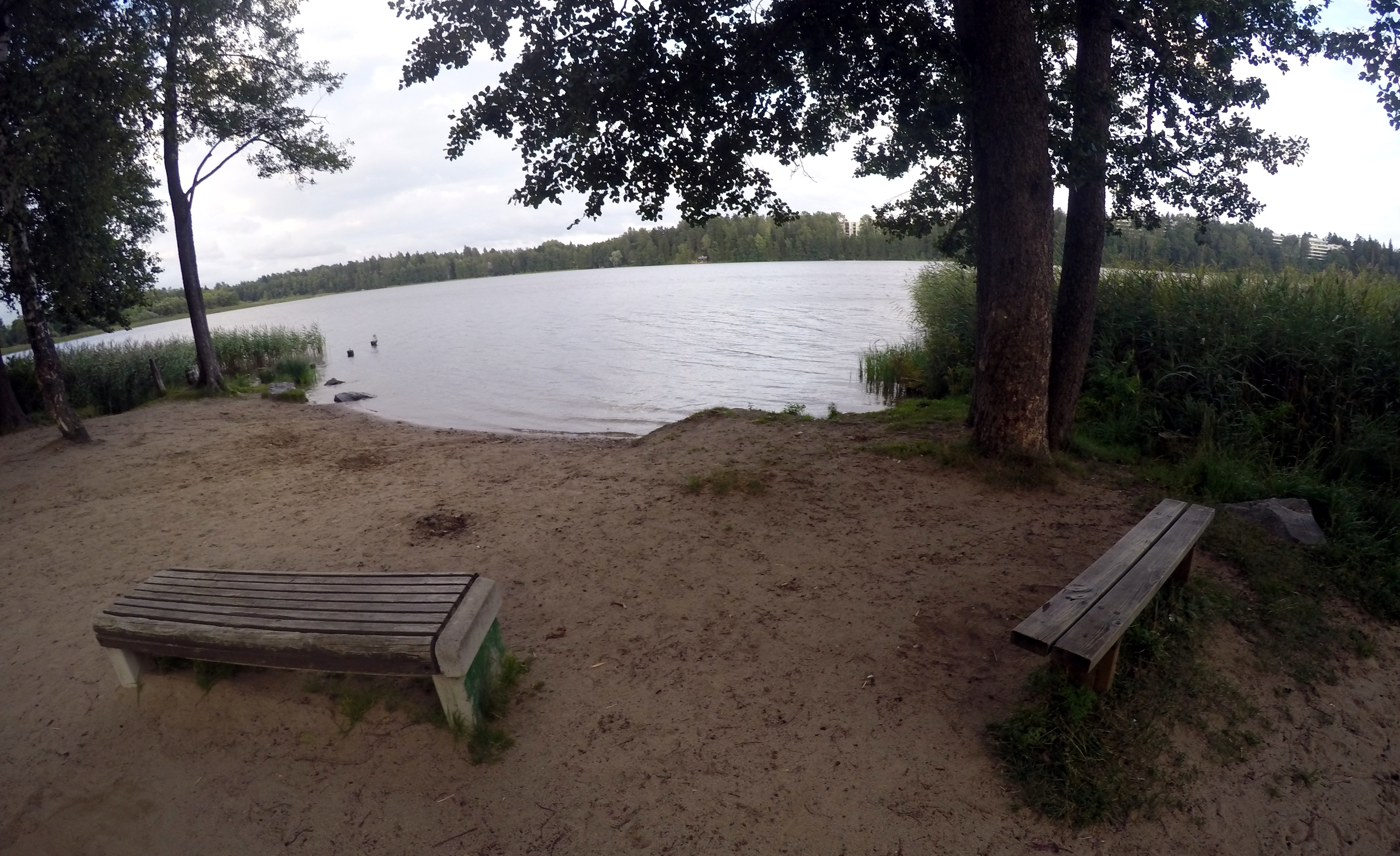
Le lac Lippajärvi.

La municipalité  compte un total de 71 lacs, dont les plus grands sont
,, :
|     | Lac                  | Superficie (km²) | Volume (km³) | Profondeur moyenne (m) | Profondeur maximale (m) | Altitude (m) |
| --- | -------------------- | ---------------- | ------------ | ---------------------- | ----------------------- | ------------ |
| 1.  | Bodominjärvi         | 4,12             | 0,018        | 4,3                    | 12,7                    | 22,9         |
| 2.  | Nuuksion Pitkäjärvi  | 2,45             | 0,016        | 6,5                    | 18,0                    | 27,3         |
| 3.  | Pitkäjärvi           | 1,71             | 0,0039       | 2,3                    | 5,6                     | 19,2         |
| 4.  | Loojärvi             | 1,23             | 0,0024       | 1,9                    | 4,3                     | 13,5         |
| 5.  | Velskolan Pitkäjärvi | 1,02             | 0,0027       | 2,7                    | 8,0                     | 50,8         |
| 6.  | Saarijärvi           | 0,97             | 0,0046       | 4,8                    | 12,5                    | 72,3         |
| 7.  | Matalajärvi          | 0,73             | 0,0009       | 1,2                    | 2,4                     | 22,9         |
| 8.  | Siikajärvi           | 0,69             | 0,0039       | 5,6                    | 13,8                    | 57,3         |
| 9.  | Lippajärvi           | 0,57             | 0,0013       | 2,3                    | 4,5                     | 19,4         |
| 10. | Sahajärvi            | 0,55             | 0,0016       | 3,0                    | 6,5                     | 42,8         |

### Paysage urbain

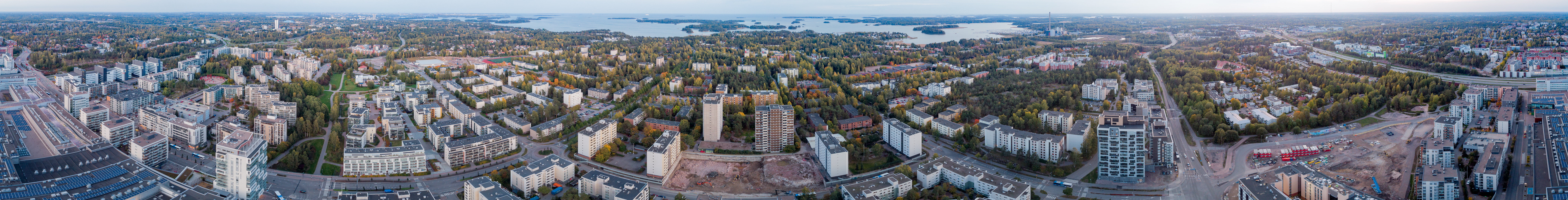
Espoo vue de Matinkylä.

## Politique et administration

### Découpage administratif
La ville d'Espoo est découpée en 7 districts administratifs (en finnois : suuralue).
Chaque district offre les services municipaux médicaux, sociaux, culturels et scolaires.
| Districts | Districts        | Population (31.12.2021) | Centre administratif | Carte |
| --------- | ---------------- | ----------------------- | -------------------- | ----- |
|           | Suur-Leppävaara  | 74 624                  | Leppävaara           |       |
|           | Suur-Tapiola     | 51 990                  | Tapiola              |       |
|           | Suur-Matinkylä   | 43 731                  | Matinkylä – Olari    |       |
|           | Suur-Espoonlahti | 57 433                  | Espoonlahti          |       |
|           | Suur-Kauklahti   | 12 119                  | Kauklahti            |       |
|           | Vanha-Espoo      | 40 855                  | Espoon keskus        |       |
|           | Pohjois-Espoo    | 11 798                  | Kalajärvi            |       |
| Source, : |                  |                         |                      |       |

Espoo est aussi découpé en 56 quartiers (en finnois : kaupunginosa).

### Conseil municipal
La répartition politique des 75 sièges est la suivante:
| Parti                             | Parti                               | Sièges 2021-2024 |
| --------------------------------- | ----------------------------------- | ---------------- |
|                                   | Parti de la Coalition nationale     | 28               |
|                                   | Parti social-démocrate de Finlande  | 10               |
|                                   | Vrais Finlandais                    | 8                |
|                                   | Ligue verte                         | 14               |
|                                   | Alliance de gauche                  | 2                |
|                                   | Parti du centre                     | 2                |
|                                   | Chrétiens-démocrates                | 3                |
|                                   | Parti populaire suédois de Finlande | 6                |
|                                   | Mouvement maintenant                | 2                |
| Sources : tulospalvelu.vaalit.fi/ |                                     |                  |

## Transports

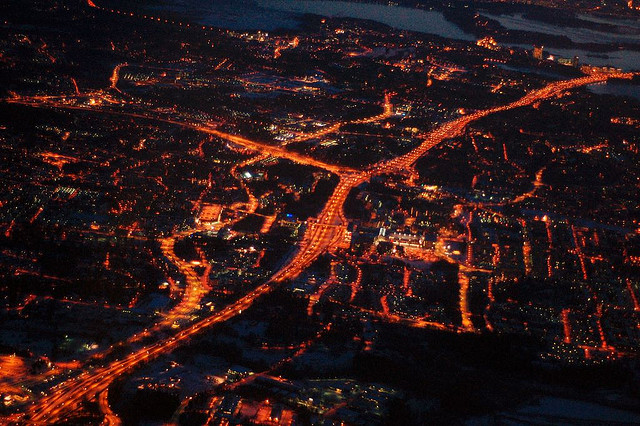
La Länsiväylä

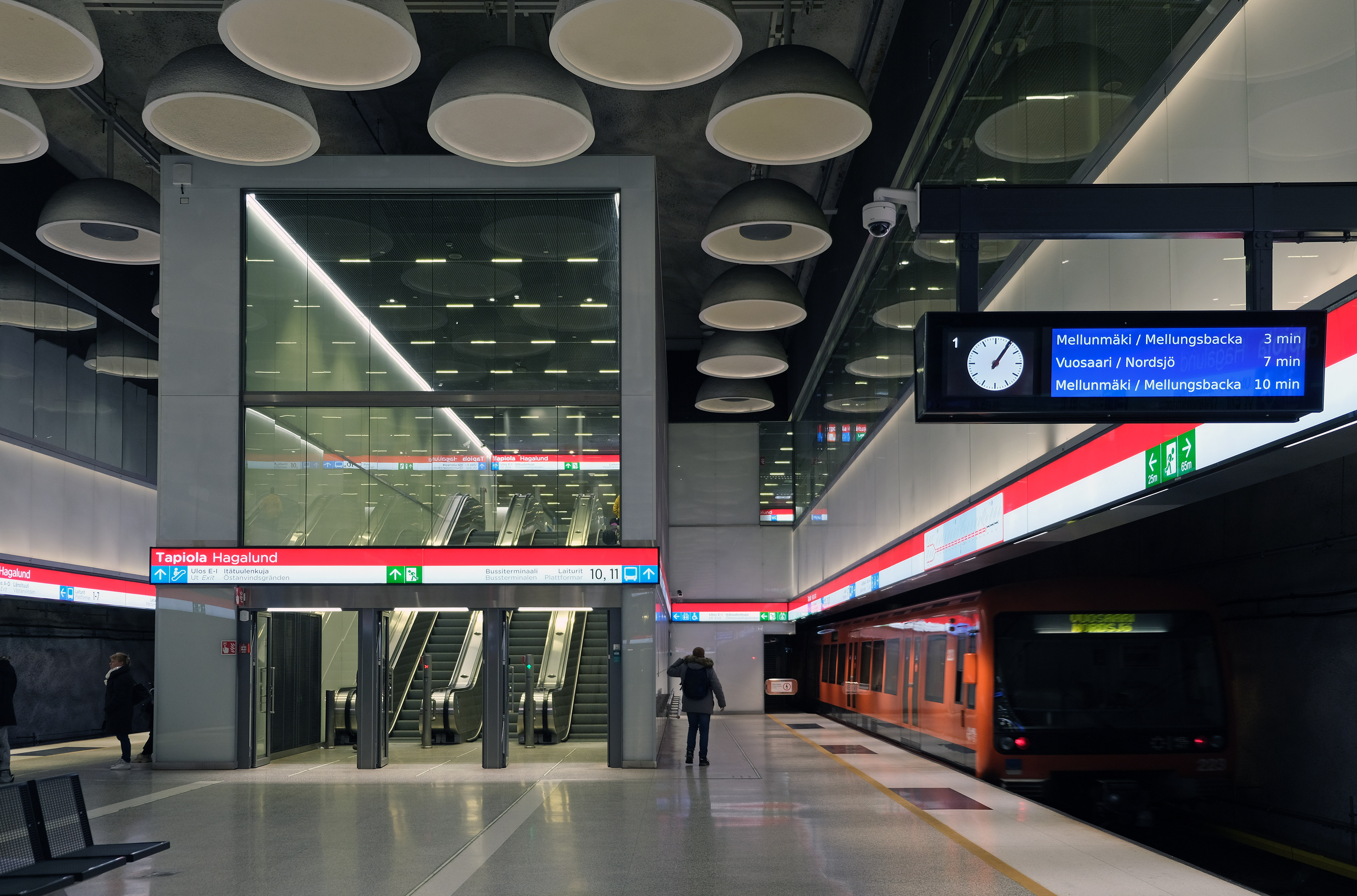
Station Tapiola.

### Liaisons routières
Deux routes nationales traversent Espoo : la Länsiväylä, qui fait partie de la route nationale 51 relie Helsinki et Karjaa et la Turunväylä route nationale 1 relie Helsinki et à Turku.
Ces routes principales et d'autres partant d'Helsinki dans différentes directions sont reliées par le Kehä I et le Kehä III, qui traversent aussi Espoo.
Le Kehä II reliant la Länsiväylä à la Turuntie est intégralement dans la commune d'Espoo.
La route régionale 120 traverse la partie nord d' Espoo.

### Transport ferroviaire
Espoo est bien desservie par les transports en commun : par les trains de banlieue d'Helsinki, le métro d'Helsinki et les bus de la HSL. En 2024, le métro léger Jokeri reliera Espoo à l'Itäkeskus d'Helsinki.
Le service de train de banlieue est fréquent et les trains sont marqués par ordre alphabétique. Les trains L s'arrêtent à chaque gare de la gare centrale d'Helsinki jusqu'à Kirkkonummi.
Les trains E, U, L et U s'arrêtent à toutes les gares d'Espoo et de Kauniainen, à l'exception de la gare de Mäkkylä.
Seuls les trains A et L s'arrêtent à la gare de Mäkkylä.
Les trains Y entre Helsinki et Siuntio s'arrêtent à Leppävaara, le centre d'Espoo et Kauklahti.
Les trains A utilisent la ligne urbaine de Leppävaara et sa gare terminale est la gare de Leppävaara.
Tous les trains locaux passant par Espoo s'arrêtent à la gare de Pasila, d'où il y a une liaison vers la gare de Tampere et Saint-Pétersbourg, entre autres, et à Huopalahti, d'où il y a une liaison avec le train P vers l'aéroport d'Helsinki-Vantaa.
Les trains longue distance Helsinki-Turku s'arrêtaient au centre d'Espoo. À partir de l'automne 2015, ils ont commencé à s'arrêter à Leppävaara au lieu du centre d'Espoo.

### Transport par bus
Espoo est desservi par les bus de la région d'Helsinki, :
| Numéro | Trajet                                                                                        | Réfs. |
| ------ | --------------------------------------------------------------------------------------------- | ----- |
| 3      | Leppävaara – Kivenlahti                                                                       |       |
| 5      | Leppävaara – Nihtisilta – Suurpelto – Olari – Matinkylä                                       |       |
| 10     | Otaniemi – Tapiola-Nord – Tapiola – Westend – Haukilahti – Matinkylä – Puolarmetsä            |       |
| 11     | Tapiola – Matinkylä – Friisilänaukio                                                          |       |
| 12     | Tapiola – Soukka – Kivenlahti – Tapiola                                                       |       |
| 14     | Tapiola – Kivenlahti – Soukka – Tapiola                                                       |       |
| 15     | Otaniemi – Tapiola – Kauniainen – Jupperi                                                     |       |
| 16     | Matinkylä – Kuitinmäki – Henttaa                                                              |       |
| 16A    | Henttaa – Orion – Niittykumpu – Matinkylä – Olari – Henttaa                                   |       |
| 16B    | Henttaa – Olari – Matinkylä – Niittykumpu – Orion – Henttaa                                   |       |
| 18     | Tapiola – Kauniainen – Espoon keskus – Mikkelä – Kauklahti                                    |       |
| 19     | Tapiola – Puolarmetsä – Espoon keskus – Tuomarila                                             |       |
| 20     | Leppävaara – Karakallio – Lähderanta – Järvenperä                                             |       |
| 21     | Leppävaara – Viherlaakso – Kalajärvi – Lahnus (Serena)                                        |       |
| 22     | Leppävaara – Helmipöllönmäki                                                                  |       |
| 23     | Uusmäki – Leppävaara – Säteri – Nihtisilta / Laajalahti                                       |       |
| 23V    | Uusmäki – Painiitty – Leppävaara                                                              |       |
| 24     | Leppävaara – Rastaala – Veini – Jupperi                                                       |       |
| 25     | Leppävaara – Laaksolahti – Lähderanta / Högnäs                                                |       |
| 26     | Leppävaara – Karakallio – Viherlaaksonranta – Jorvi                                           |       |
| 27     | Leppävaara – Karakallio – Lippajärvi – Espoon keskus                                          |       |
| 28     | Leppävaara – Siikajärvi / Siikaniemi / Siikaranta                                             |       |
| 29     | Leppävaara – Viherlaakso – Punametsä – Kalajärvi                                              |       |
| 31     | Friisilänaukio – Matinkylä – Kuitinmäki – Espoon keskus – Jorvi                               |       |
| 42     | Soukka – Kivenlahti – Latokaski – Espoon keskus – Jorvi                                       |       |
| 46     | Hyljelahti – Espoon keskus                                                                    |       |
| 51     | Leppävaara – Karakallio – Kauniainen – Kuurinniitty                                           |       |
| 65     | Espoonlahti – Vanttila – Vantinportti – Kauklahden asema – Espoonkartano – Kauklahti          |       |
| 70     | Rinnekoti – Röylä – Kalajärvi                                                                 |       |
| 71     | Lepsämänjoki – Kalajärvi – Lahnus – Röylä                                                     |       |
| 81     | Espoon keskus – Mikkelänkallio – Gumböle – Hirvisuo                                           |       |
| 82     | Espoon keskus– Juvanmalmi – Kalajärvi / Lahnus (Serena)                                       |       |
| 85     | Espoon keskus – Nuuksionpää / Kattila                                                         |       |
| 86     | Espoon keskus – Kunnarla – Röylä – Bodom – Kunnarla – Espoon keskus                           |       |
| 86H    | Espoon keskus – Kellonummi – Kunnarla – Röylä – Bodom – Kunnarla – Kellonummi – Espoon keskus |       |
| 88     | Espoon keskus – Siikaniemi                                                                    |       |
| 96H    | Leppävaara– Karakallio – Viherlaakso – Jorvi – Kellonummi                                     |       |
| 168    | Espoon keskus – Mikkelä – Kauklahti                                                           |       |
| 169    | Espoon keskus – Kirkkojärvi – Siltakatu – Suvela – Espoon keskus                              |       |
| P10    | Tapiola – Oravannahkatori                                                                     |       |
| P11    | Tapiola – Haukilahti                                                                          |       |
| P12    | Tapiola – Tapiola-Nord                                                                        |       |
| P13    | Tapiola – Hopealehto – Itäranta – Tapiola                                                     |       |
| P14    | Tapiola – Niittymaa                                                                           |       |
| P20    | Leppävaara – Lintulaakso                                                                      |       |
| P21    | Leppävaara – Karakallio – Rastaspuisto                                                        |       |
| P40    | Kivenlahti – Soukka – Iivisniemi                                                              |       |
| P41    | Kivenlahden palvelulinja                                                                      |       |
| P50    | Kauniaisten palvelulinja                                                                      |       |

### Transport en métro
Les stations de métro de Lauttasaari à Matinkylä sont en service.
L'extension Länsimetro du métro d'Helsinki a débuté en 2008 et la première phase a été ouverte à la circulation le 18 novembre 2017.
La première phase comprend six stations : Keilaniemi, Aalto-yliopisto, Tapiola, Urheilupuisto, Niittykumpu et Matinkylä.
La deuxième phase consistera en cinq stations supplémentaires : Finnoo, Kaitaa, Soukka, Espoonlahti et Kivenlahti, et dont la construction devrait être achevée en 2023 au plus tôt,.

## Démographie

### Répartition par âge de la population
|         | 0-6    | 7-15   | 16-19  | 20-34  | 35-64   | 65-74  | 75+    | 85+   | Total   |
| ------- | ------ | ------ | ------ | ------ | ------- | ------ | ------ | ----- | ------- |
| 2015/16 | 25 485 | 30 313 | 12 391 | 56 956 | 107 177 | 23 673 | 13 807 | 3 564 | 269 802 |
| 2016/17 | 25 554 | 31 051 | 12 557 | 57 816 | 108 724 | 23 960 | 14 921 | 3 790 | 274 583 |
| 2017/18 | 25 260 | 32 006 | 12 709 | 58 419 | 110 318 | 24 860 | 15 472 | 3 945 | 279 044 |
| 2018/19 | 24 999 | 33 020 | 12 945 | 58 933 | 112 104 | 25 405 | 16 226 | 4 084 | 283 632 |
| 2019/20 | 24 609 | 33 704 | 13 316 | 60 903 | 114 273 | 25 740 | 17 186 | 4 332 | 289 731 |
| 2020/21 | 23 952 | 34 513 | 13 479 | 61 073 | 115 740 | 25 563 | 18 476 | 4 441 | 292 796 |

### Langue maternelle
Population par langue maternelle
- Finnois (73,2 %)
- Suédois (6,7 %)
- Russe (2,8 %)
- Estonien (1,9 %)
- Arabe (1,7 %)
- Anglais (1,3 %)
- Chinois (1,2 %)
- Somali (1,0 %)
- Autres[41] (10,2 %)

Au tournant de l'année 2020/2021, 74,2 % des habitants d'Espoo, soit 217 202 personnes, parlaient finnois ou sami.
Il y avait 19 970 suédophones et leur part de la population était de 6,8 %.
55 624 habitants d'Espoo parlaient une langues étrangères, soit 19,0 %.
Par rapport à l'année précédente, la part des locuteurs natifs dans la population a diminué et la part des locuteurs étrangers a augmenté d'un pour cent.
La part des locuteurs de langue étrangère parmi les habitants d'Espoo a augmenté rapidement, en particulier au cours des dix dernières années. Depuis 2007, plus de la moitié de l'augmentation annuelle de la population provient des personnes de langue étrangère.
En 2020 Espoo à connu une augmentation de 3 428 personnes dans la population de langue étrangère.
Les langues étrangères les plus courantes à Espoo au tournant de l'année 2020/2021 étaient le russe (7 839 locuteurs), l'estonien (5 723 locuteurs), l'arabe (4 798 locuteurs), l'anglais (3 575 locuteurs), le chinois (3 124 locuteurs) et le somali (2 933 locuteurs).
Au total, 123 langues étrangères sont parlées à Espoo, dont 51 langues sont parlées par plus de 100 personnes.

### Prévision d'évolution de la population
| Année | Population | R. | Année | Population | R.     |  |
| ----- | ---------- | -- | ----- | ---------- | ------ |  |
| 1901  | 5 888      |    | 1995  | 186 507    |        |  |
| 1910  | 7 891      |    | 2000  | 209 667    |        |  |
| 1920  | 8 817      |    | 2005  | 227 472    |        |  |
| 1930  | 11 370     |    | 2006  | 231 704    |        |  |
| 1940  | 13 378     |    | 2007  | 235 019    |        |  |
| 1950  | 22 874     |    | 2008  | 241 565    |        |  |
| 1960  | 53 042     |    | 2009  | 244 330    |        |  |
| 1970  | 92 655     |    | 2012  | 252 439    |        |  |
| 1980  | 133 835    |    | 2017  | 270 700    | [ 43 ] |  |
| 1985  | 153 019    |    | 2020  | 291 086    | [ 1 ]  |  |
| 1990  | 169 833    |    | 2030  | 305 384    | [ 44 ] |  |

## Culture et loisirs

### Bibliothèque
La bibliothèque municipale d'Espoo compte 18 bibliothèques fixes et deux bibliothèques mobiles.

### Éducation
Le campus d'Otaniemi de Université Aalto est situé à Espoo, où les six écoles supérieures de sciences appliquées de l'université fonctionnent depuis février 2019
,.
Espoo abrite aussi un des sites de l'université des sciences appliquées Metropolia (ancienne Université de technologie d'Espoo-Vantaa) et des unités locales de l'université des sciences appliquées Laurea.
Le centre commercial Sello abrite l'école de musique Juvenalia et le Centre culturel d'Espoo abrite l'école de musique d'Espoo (fi).
Espoo compte douze lycées:
- Lycée pour adultes d'Espoo (fi)
- Lycée mixte d'Espoo
- Lycée d'Espoonlahti
- Lycée de Tapiola-Sud
- Lycée d'Haukilahti
- Lycée de Kaitaa (fi)
- Lycée de Kuninkaantie (fi)
- Lycée de Leppävaara (fi)
- Lycée Mattlidens (fi)
- Lycée d'Otaniemi
- Lycée de Tapiola
- Lycée de Viherlaakso (fi)

### Lieux et monuments

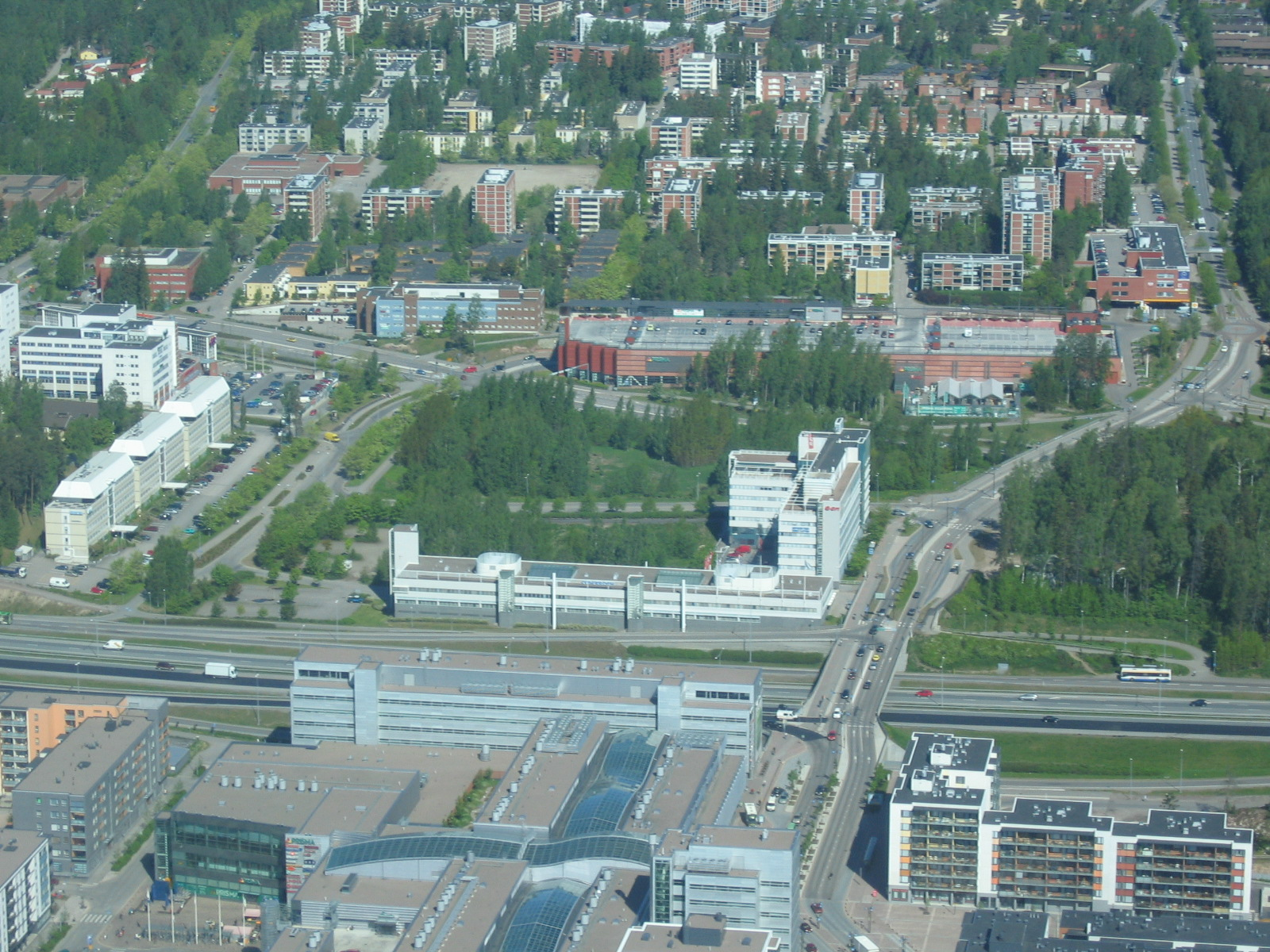
Matinkylä
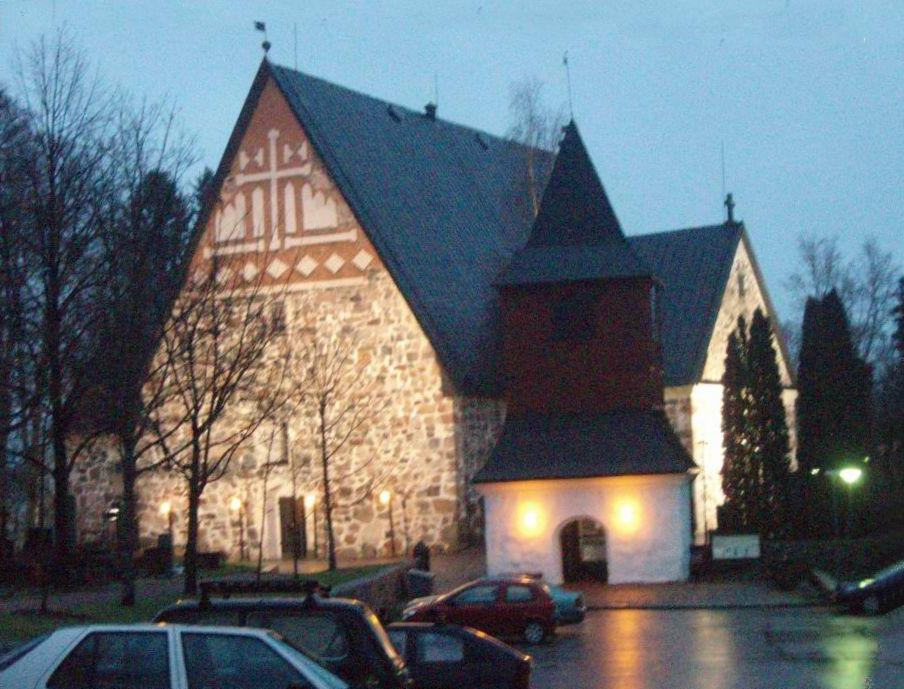
La cathédrale d'Espoo.
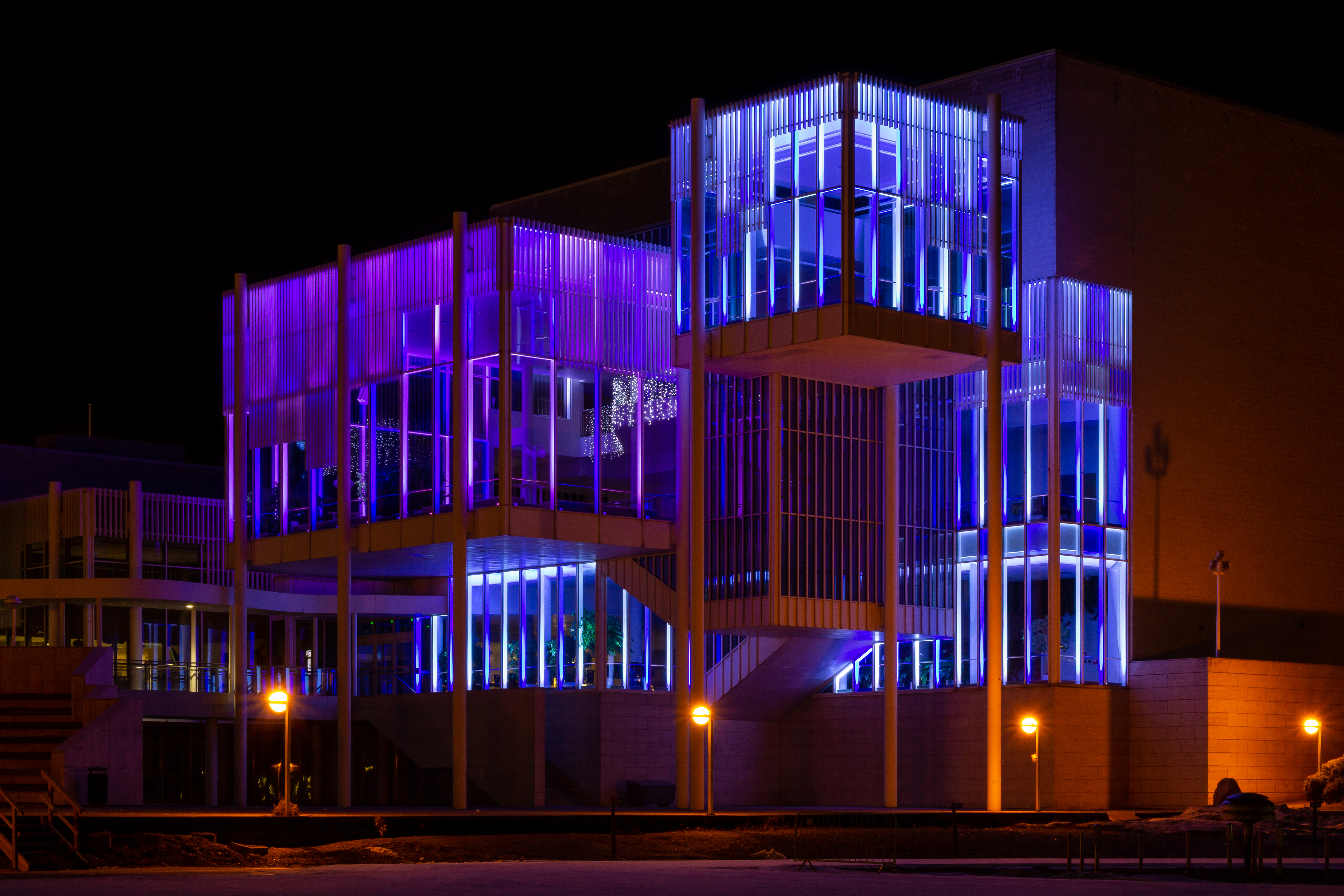
Le centre culturel d'Espoo.

#### Monuments
- Cathédrale d'Espoo[47]
- Église d'Espoonlahti
- Église de Leppävaara
- Église d'Olari
- Chapelle d'Otaniemi
- Église de Tapiola
- Manoir d'Alberga,
- Manoir d'Espoo
- Otahalli
- Villa Elfvik[48]
- Immeuble WeeGee
- Château d’eau d'Espoonlahti
- Heikintori
- Entresse
- Espoontori
- Khatchkar d'Espoo
- Iso Omena
- Ainoa
- Sello
- Espoon Koho
- Keilaniemen tornit (fi)
- Tour de Leppävaara
- Meritorni
- Mäntytorni
- Reimantorni
- Église orthodoxe
- Krepost Sveaborg
- Taskumattitalot
- Hôpital d'Espoo

#### Lieux
- Parc central d'Espoo
- Parc national de Nuuksio.
- Cité-jardin de Tapiola
- université technologique d'Helsinki
- Marketanpuisto (fi)
- Cimetière de Kellonummi

| Carte de lieux et monuments d'Espoo                                             |
| Carte interactive de lieux et monuments d'Espoo (cliquer pour voir les détails) |

### Musées
- Musée de l'automobile,
- Musée Akseli Gallen-Kallela,
- Musée d'art moderne,
- Musée rural Glims[49],
- Musée municipal d'Espoo (fi),
- Musée de l'horlogerie de Finlande
- Musée de l'horlogerie

### Jumelages et partenariats
La ville de Espoo est notamment jumelée avec les villes suivantes :
| Ville | Ville        | Pays | Pays       | Période     |
| ----- | ------------ | ---- | ---------- | ----------- |
|       | Bombay       |      | Inde       |             |
|       | Esztergom    |      | Hongrie    |             |
|       | Irving       |      | États-Unis |             |
|       | Kongsberg    |      | Norvège    |             |
|       | Kristianstad |      | Suède      |             |
|       | Kryvyï Rih,  |      | Ukraine    | depuis 2023 |
|       | Køge         |      | Danemark   |             |
|       | Nõmme        |      | Estonie    |             |
|       | Shanghai     |      | Chine      | depuis 1998 |
|       | Skagafjörður |      | Islande    |             |

## Sport

### Équipements sportifs
Espoo compte de nombreux équipements sportifs dont : hippodrome de Vermo, Espoo Metro Areena, parc sportif de Tapiola, parc sportif de Leppävaara, parc sportif d'Espoonlahti et parc aquatique Serena.
Les plus grandes piscines d'Espoo sont : piscine de Leppävaara, piscine centrale d'Espoo, piscine d'Espoonlahti et piscine de Tapiola.
Parmi les autres lieux de pratique sportive : parc central d'Espoo, îles de loisir d'Espoo (fi) et les aires de loisirs en plein air Luukki et Pirttimäki.
La Rantaraitti est une piste côtière de 40 km de long.

### Clubs sportifs d'Espoo
- Aikido : Aalto Aikikai
- Baseball : Espoo Expos
- Football : FC Honka, FC Espoo, FC Kasiysi, EBK, EPS, EsPa, Espoon Tikka, HooGee, LePa, KaPy
- Futsal : GFT, EBK
- Hockey sur glace : Espoo Blues, Espoon Palloseura, EJK, Jäähonka, EKS, Kiekko-Espoo
- Karaté, Meido-Kan Espoo
- Basket-ball : Tapiolan Honka, Leppävaaran Pyrintö, EBT
- Escrime : Espoon Miekkailijat
- Pesäpallo : Espoon Pesis
- Ringuette : Espoon Kiekkoseura
- Salibandy : Esport Oilers, Westend Indians
- Course d'orientation : Espoon Akilles, Espoon Suunta, Leppävaaran Sisu
- Patinage artistique : Espoon Jäätaiturit, Espoon Taitoluisteluklubi
- Natation : Cetus
- Gymnastique : Olarin Voimistelijat, Espoon Telinetaiturit, Viherlaakson Veikot, Tapiolan Voimistelijat
- Athlétisme : Espoon Tapiot, Esbo IF, Leppävaaran Sisu

### Événements sportifs
La ville accueille le Championnat du monde de hockey sur glace féminin 2019 du 4 au 14 avril 2019.

## Personnalités
- Peter Ahola (1968-), joueur de hockey sur glace
- Benzaie (1987-), youtubeur français
- Les membres du groupe Children of Bodom :
  - Alexi Laiho (1979-2020), compositeur, guitariste et chanteur,
  - Janne Wirman (1979-), claviériste,
  - Jaska Raatikainen (1979-), batteur
  - Henkka Seppälä (1980-), bassiste
  - Alexander Kuoppala (1974-), guitariste.
- Marcus Grönholm (1968-), double champion du monde des rallyes
- Niklas Hagman (1979-), joueur de hockey sur glace
- Kirsi Heikkinen (1978-), arbitre de football
- Miro Heiskanen (1999-), joueur de hockey sur glace
- Ella Junnila (1998-), athlète
- Antti Kasvio (1973-), nageur
- Kebu, youtubeur et musicien.
- Henri Kontinen (1990-), joueur de tennis
- Krista Kosonen (1983-), actrice
- Jani Lajunen (1990-), joueur de hockey sur glace
- Jere Lehtinen (1973-), joueur de hockey sur glace
- JJ Lehto (1966-), pilote automobile
- Laura Lepistö (1988-), patineuse artistique
- Sami Lepistö (1984-), joueur de hockey sur glace
- Petri Lindroos (1980-), musicien, membre du groupe Ensiferum
- Niki Mäenpää (1985-), footballeur
- Sauli Niinistö (1948-), président de la République de Finlande
- Kimi Räikkönen (1979-), pilote de course, champion du monde de Formule 1
- Paulus Roiha (1980-), footballeur
- Tony Salmelainen (1981-), joueur de hockey sur glace
- Janne Saarinen (1977-), footballeur
- Aku Sumu (1907-1988), homme politique
- Joonas Suotamo (1986-), basketteur et acteur
- Antti Törmänen (1970-), entraîneur de hockey sur glace
- Ville Virtanen (1961-), acteur
- Mirel Wagner (1987-), chanteur
- Charles Wegelius (1978-), cycliste britannique.

## Galerie

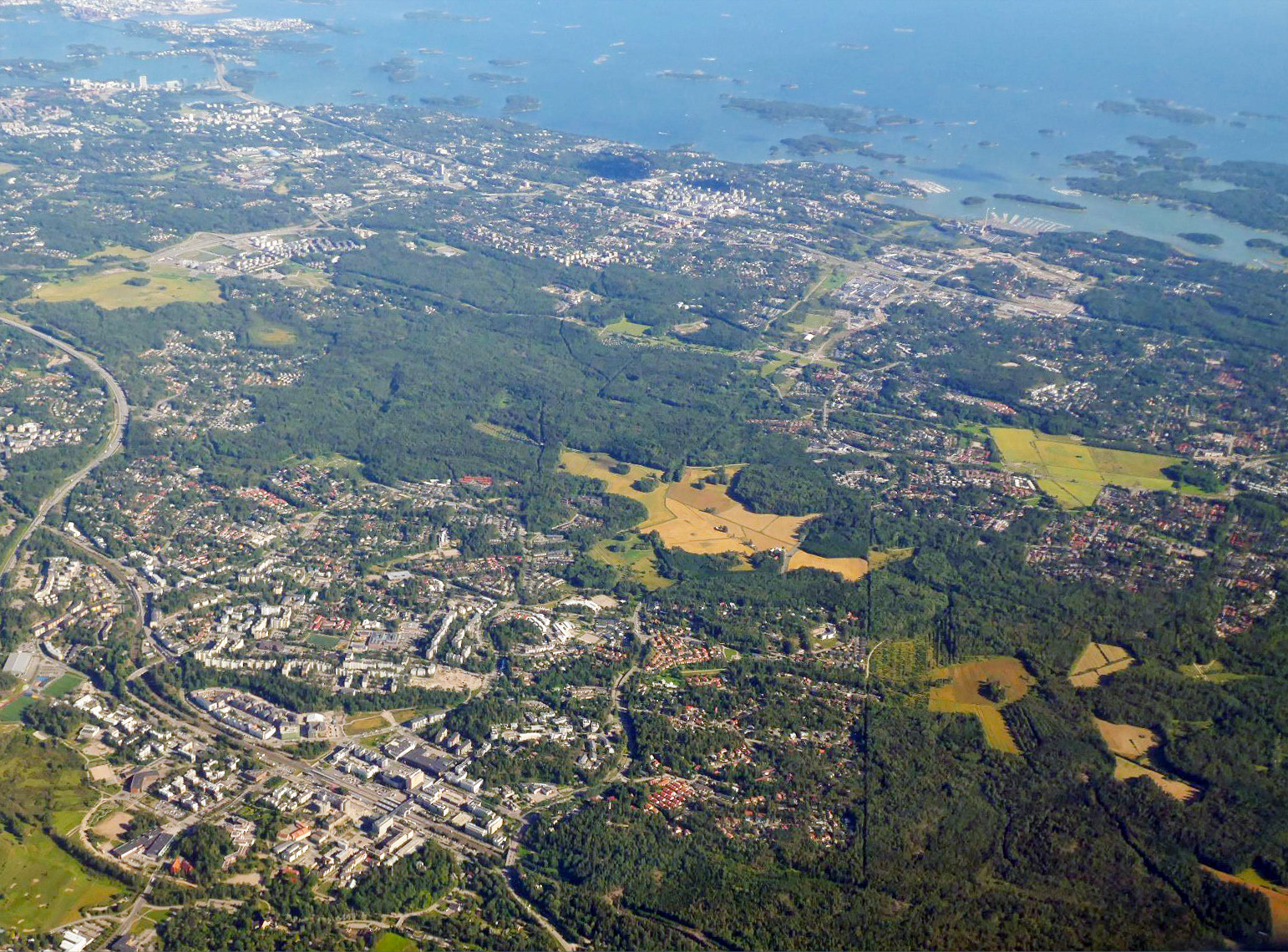
Vue aérienne d'Espoo.
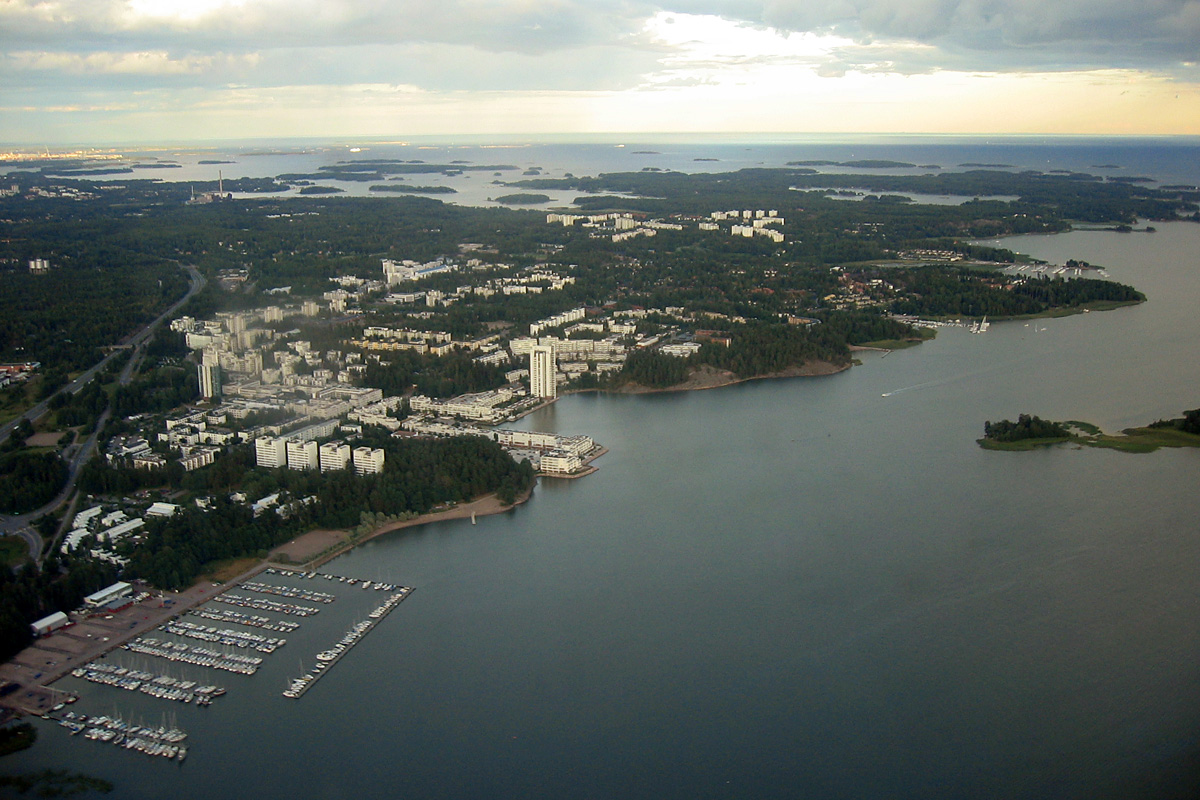
Vue aérienne de Kivenlahti.
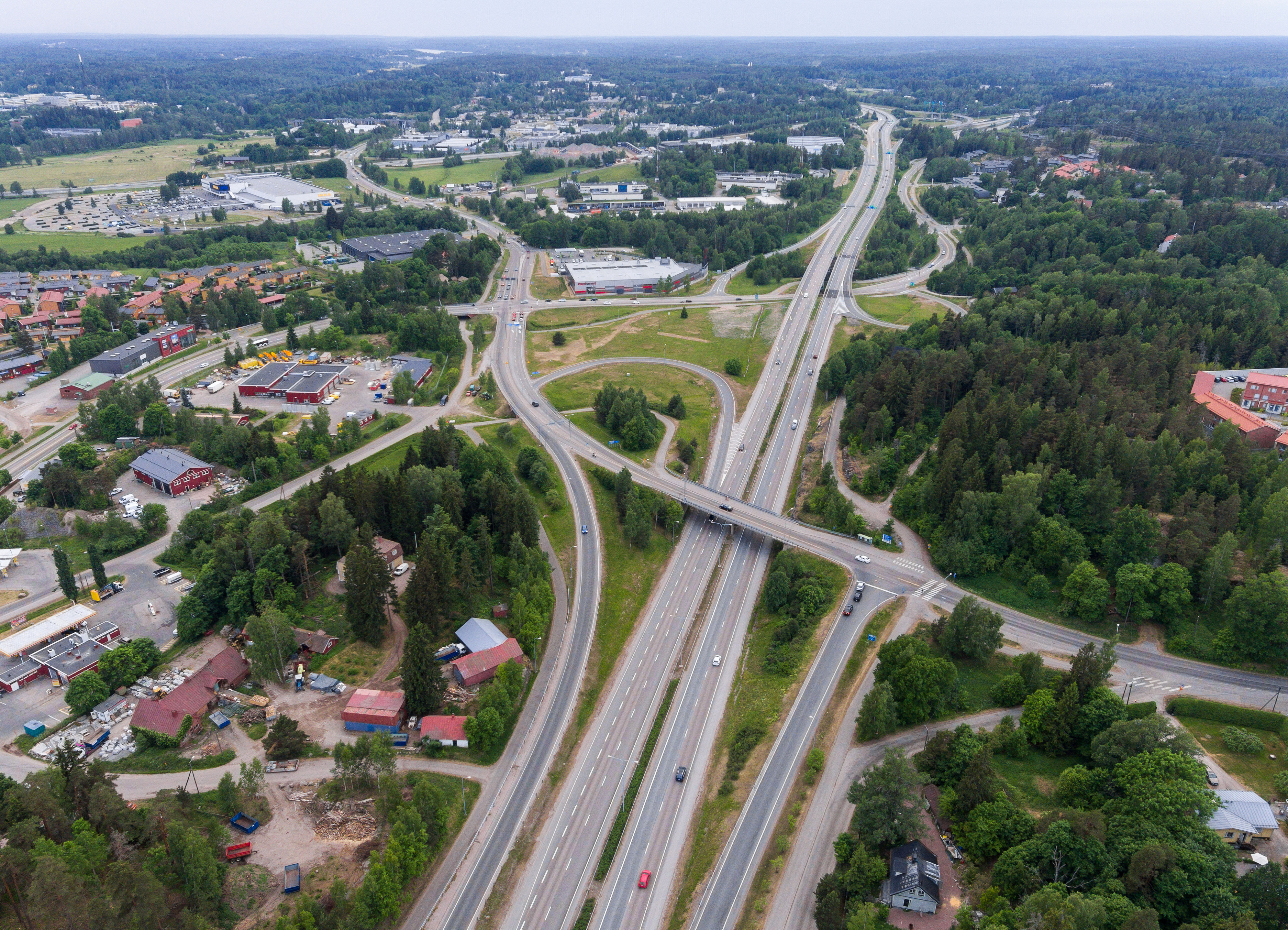
Kehä III à Bemböle.
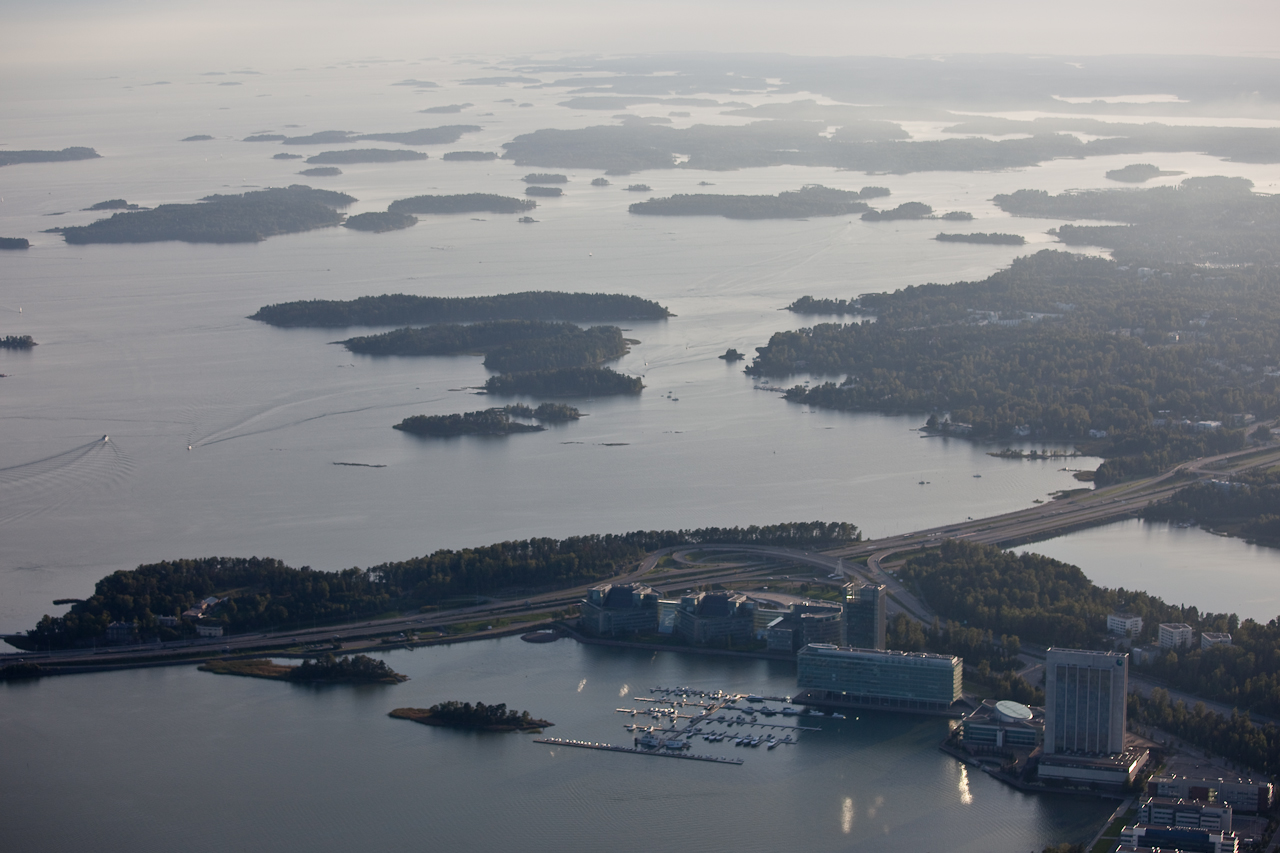
Keilaniemi.
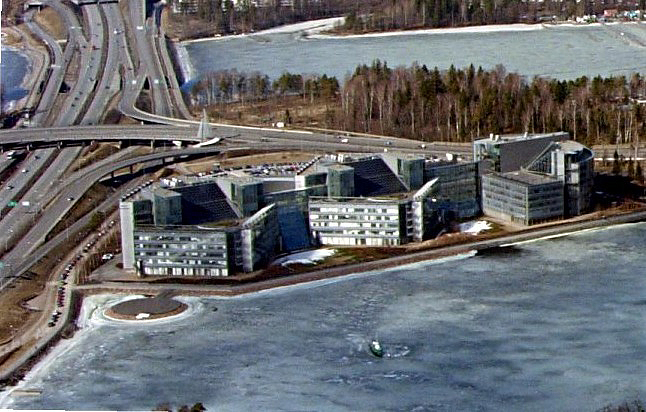
Siège de Nokia à Keilaniemi.
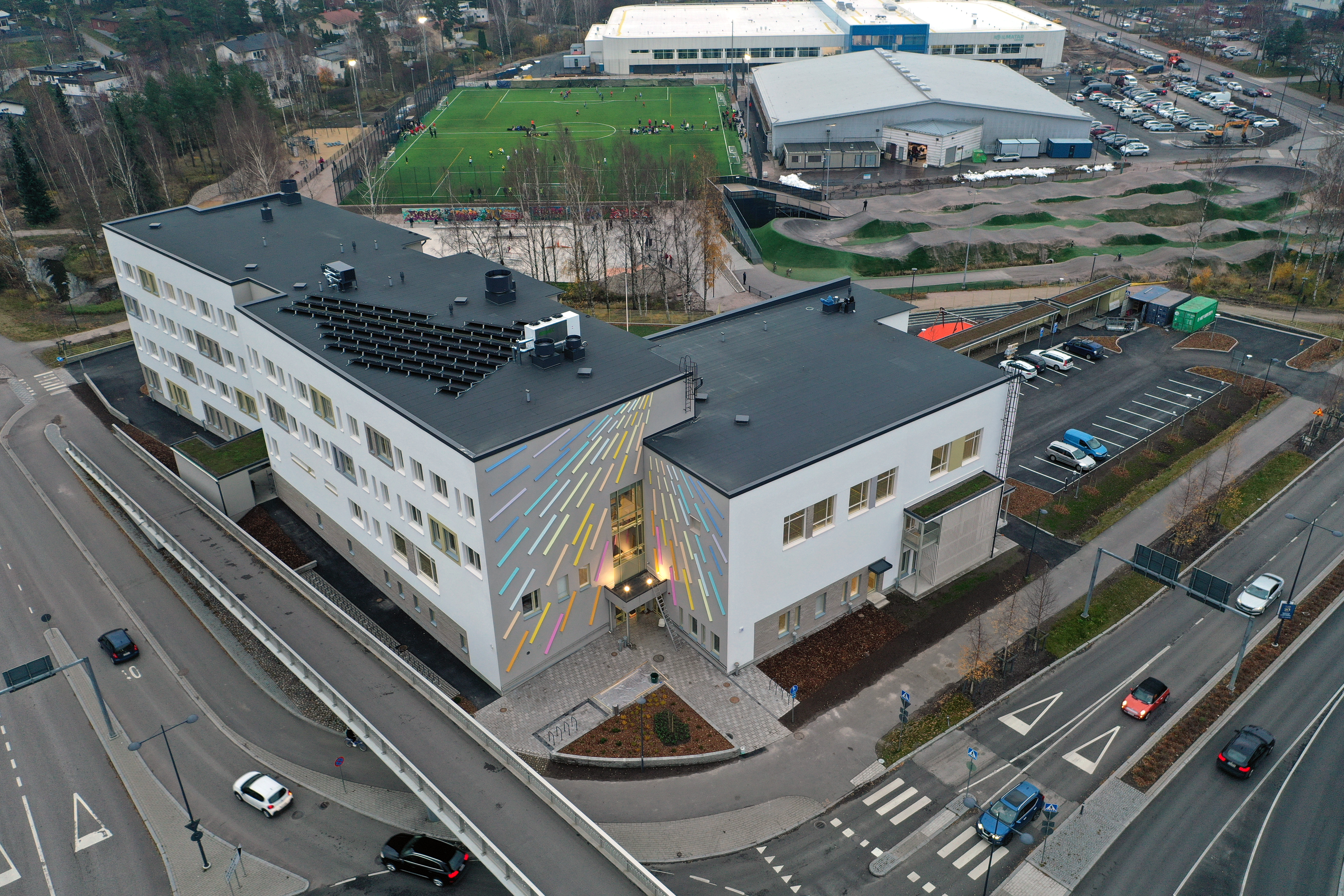
Valotalo.
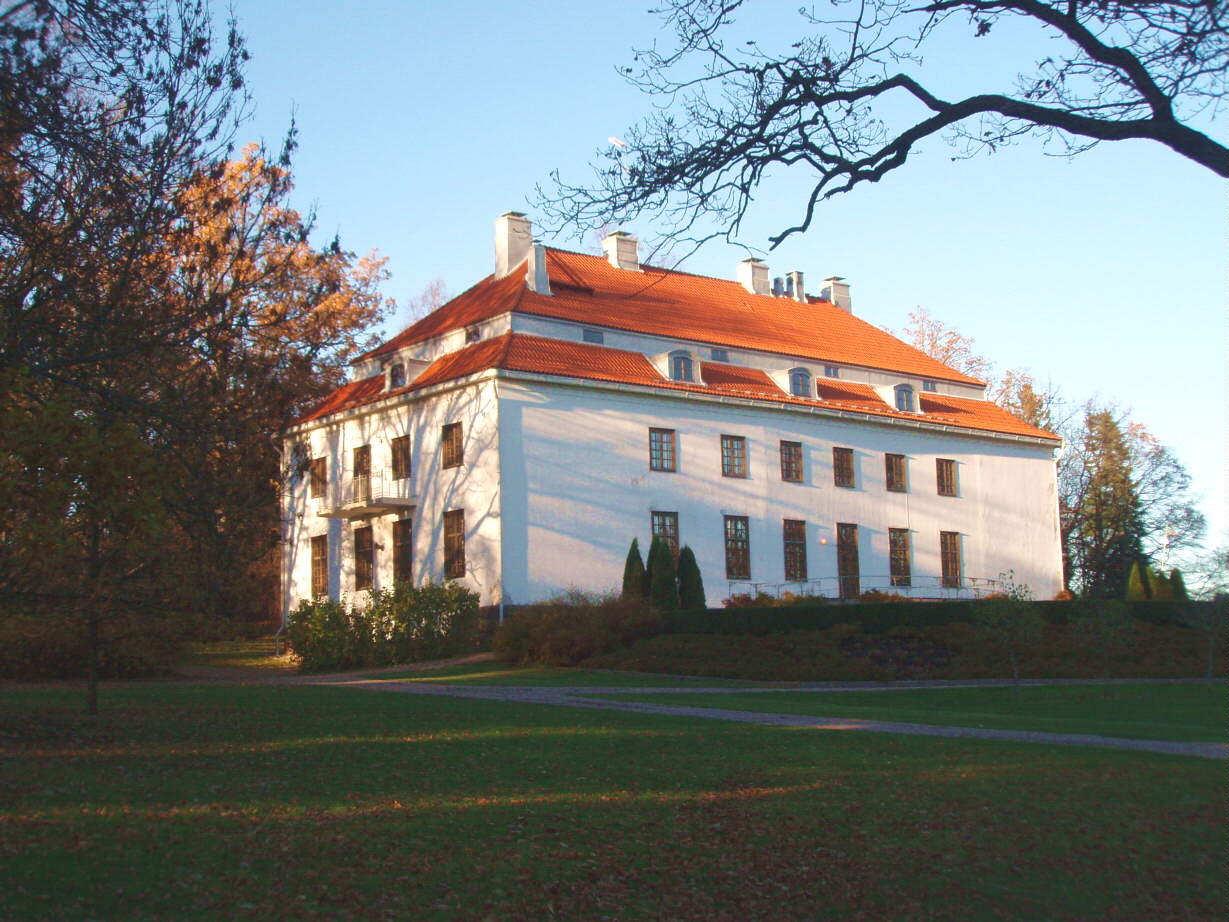
Manoir de Träskända.
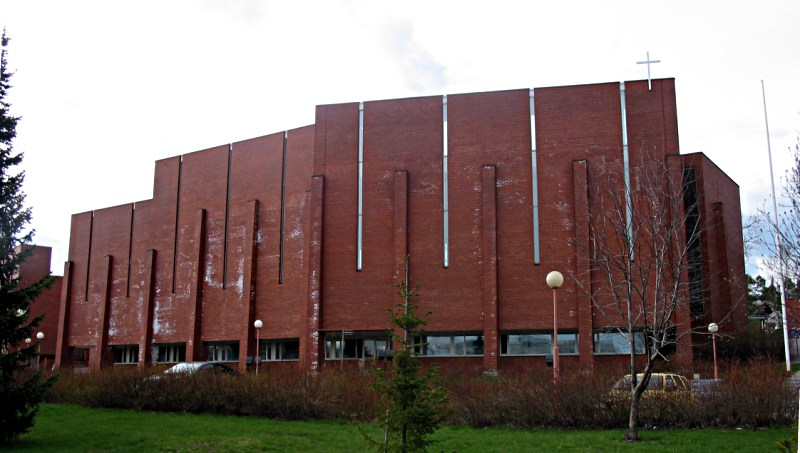
Église d'Olari.
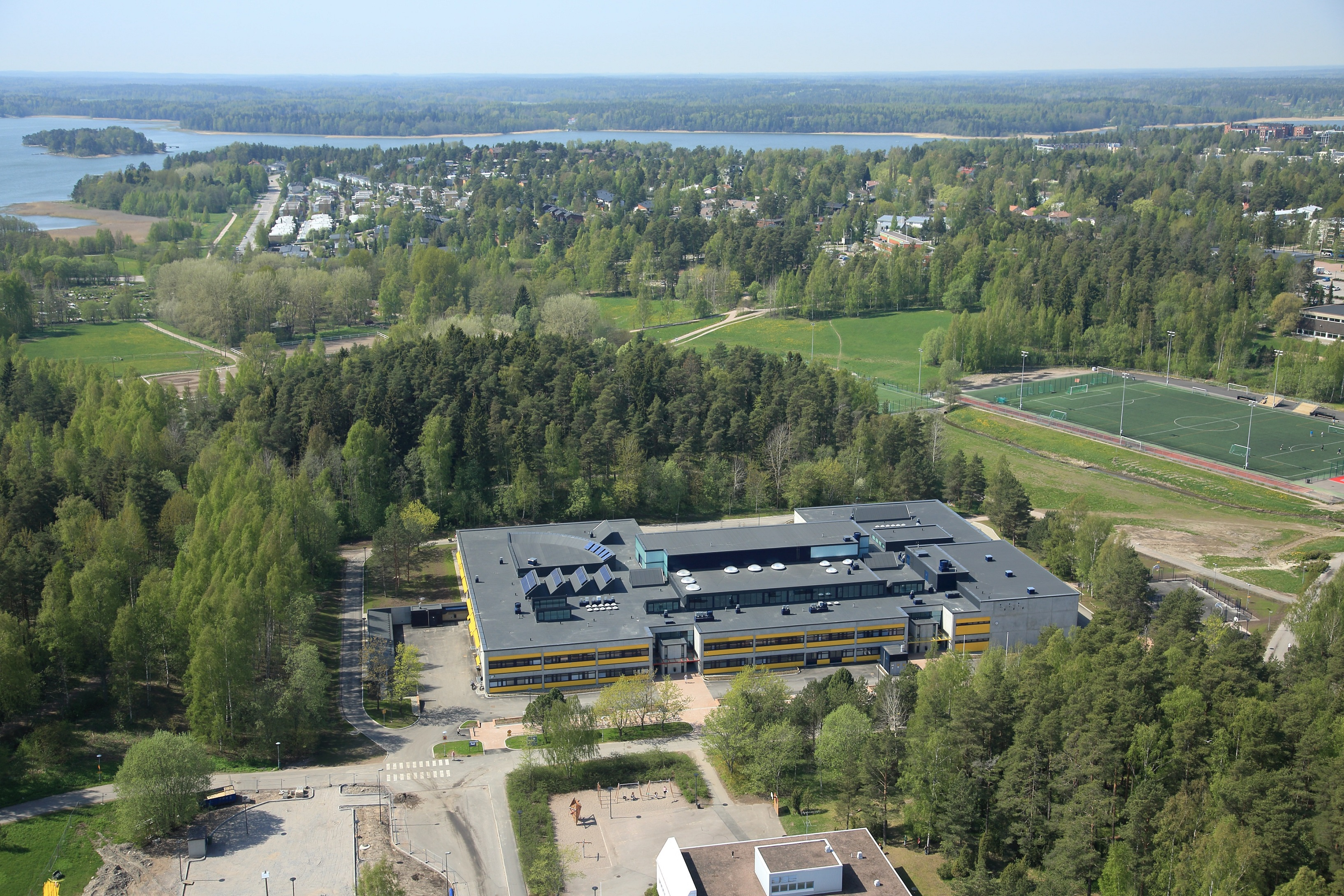
Lycée d'Espoonlahti.